# Lignages de Bruxelles
Pour les articles homonymes, voir Lignages.
Les Sept Lignages de Bruxelles (en néerlandais : Zeven Geslachten van Brussel , en latin : Septem Nobiles Familiae Bruxellarum), qui avaient nom Sleeus, Sweerts, Serhuyghs, Steenweeghs, Coudenbergh, Serroelofs et Roodenbeke, ont formé depuis le Moyen Âge une aristocratie ayant le monopole, jusqu'en 1421, au sein de l'administration urbaine, des fonctions dirigeantes civiles, militaires et économiques.
Cette institution a existé jusqu'à la fin de l'Ancien Régime. Toutefois, à partir de la révolution urbaine de 1421, les représentants des corporations formées en Nations ont également exercé des charges correspondantes. Cependant, les charges d'échevins et de capitaines des milices urbaines furent toujours exclusivement réservées aux membres des Lignages.
La longue durée de la suprématie, rarement menacée, des Lignages de Bruxelles était fondée sur une communauté d'intérêt qu'ils partageaient avec la dynastie ducale de Brabant tant des Maisons successives de Louvain, de Bourgogne que de Habsbourg.

## Fonctions des Lignages de Bruxelles

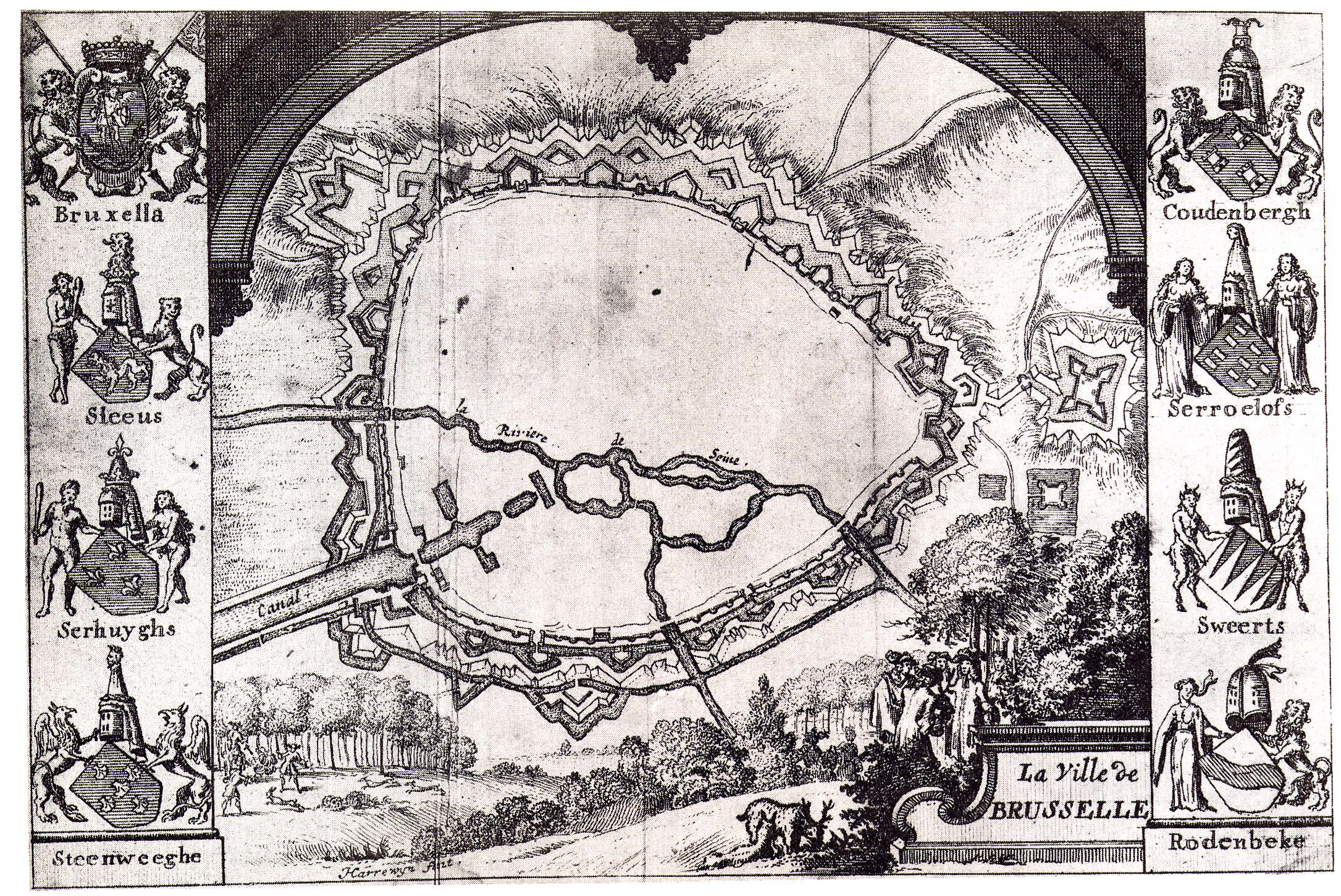
Les blasons des Sept Lignages de Bruxelles, gravés par Jacques Harrewyn, 1697.

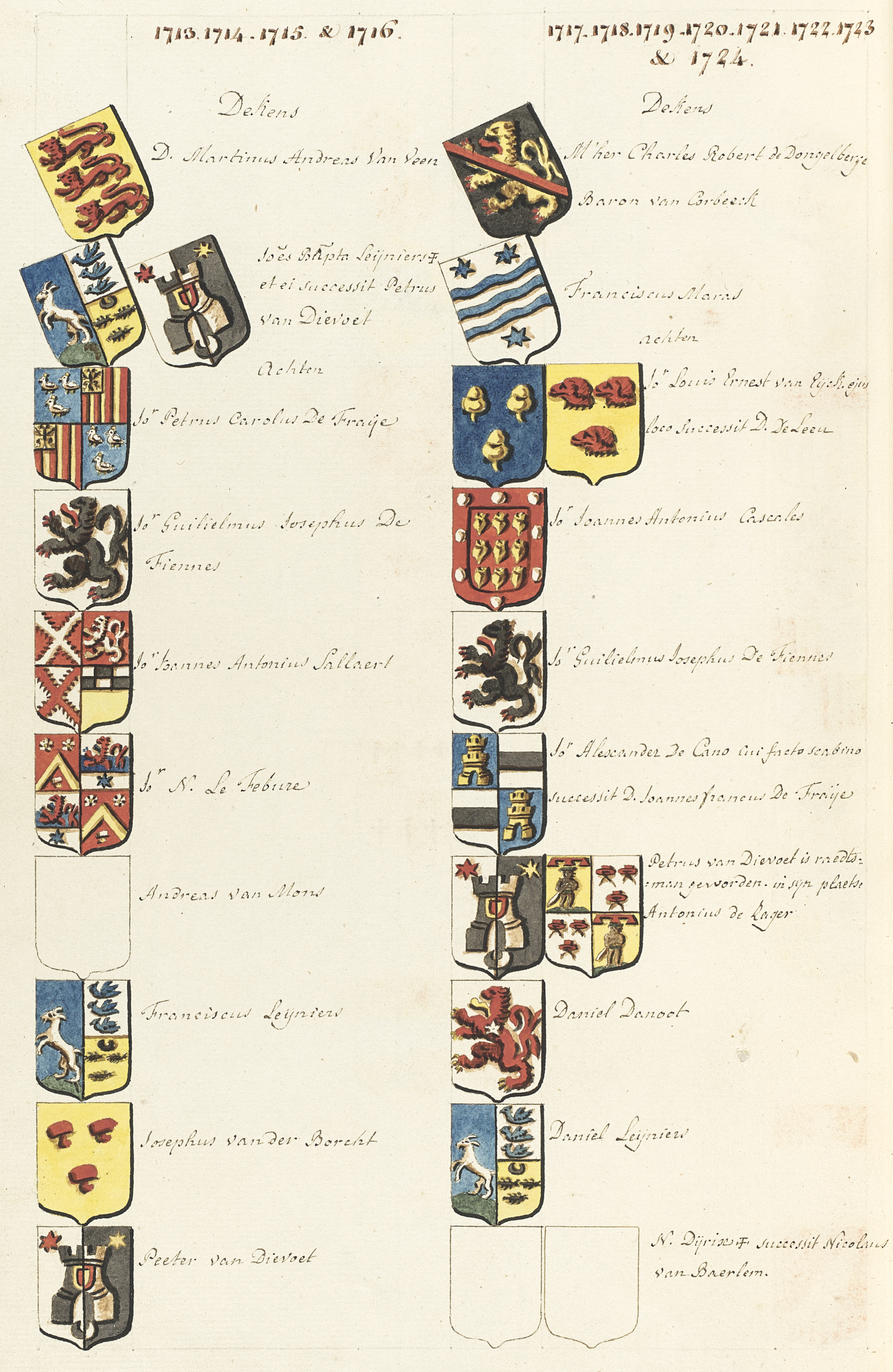
Armorial de la Gilde Drapière (1713-1724), avec les armoiries des doyens et des octovirs membres des Lignages de Bruxelles, ainsi que celles de ceux issus des Nations.

Cette aristocratie urbaine assurait un rôle militaire important dans les opérations guerrières des ducs de Brabant, s'employait à des activités commerciales lucratives civiles et organisait la ville sous de nombreux aspects.
- À leur première fonction civile et judiciaire correspondait leur rôle d'échevins c'est-à-dire de juges et d'administrateurs de la ville.
- À leur seconde fonction militaire correspondait leur rôle de chefs des milices et de la cavalerie urbaines puis de capitaines des gardes bourgeoises.
- À leur troisième fonction correspondait leur rôle dans le développement économique et leur service pour le bien-être de la population en tant que dirigeants de la Suprême Charité (Overcharitaet), fondateurs et gestionnaires d'hôpitaux, d'hospices et d'institutions de bienfaisance ainsi qu'en tant que Doyens et Octovirs de la Chambre de Commerce appelée Gilde Drapière ou Tribunal de la Draperie, Surintendants[6] du canal de Bruxelles ou responsables des travaux et de l'embellissement public.

Les fonctions réservées aux Lignagers sont ainsi :
- Échevin, sauf durant les périodes révolutionnaires de 1303 à 1306 et de 1477 à 1481, ni durant la période à prédominance calviniste de 1577 à 1585. Après 1532, des échevins non-Lignagers purent être nommés par le Souverain mais il n'y eut que de très rares applications,
- Bourgmestre, mais à partir de 1421, il y aura un bourgmestre des Lignages et un bourgmestre des Nations,
- Receveur depuis 1334, mais à partir de 1421, il y eut également des receveurs des Nations, étant entendu que le nom de trésorier désigne toujours un receveur des Lignages,
- Apaiseur, depuis 1343, mais à partir de 1423, les apaiseurs sont pris par moitié dans les Nations,
- Membres du Large Conseil, mais ce Conseil comprend aussi des représentants des Nations,
- Doyens et huit (acht, ou octovirs) de la Gilde drapière, qui, à partir de 1423, sont cependant pris par moitié dans les Nations,
- Chefs-tuteurs des orphelins, mais avec certains membres des métiers,
- Maîtres de charité généraux, créés en 1539, mais avec certains membres des métiers,
- Surintendant du canal, fonction officiellement lignagère depuis 1589, que Jean de Locquenghien avait créée,
- Capitaine de la garde bourgeoise, fonction née durant les troubles de religion, et qui fut officiellement lignagère à partir de 1621.

Sur les fonctions des Lignages de Bruxelles, on lira avec intérêt L'avènement du régime démocratique à Bruxelles, de Félicien Favresse et du même auteur, Esquisse de l'évolution constitutionnelle de Bruxelles depuis le XIIe siècle jusqu'en 1477 ainsi que les érudites études de Henry-Charles van Parys.

## Système de gouvernance
Les Lignages de Bruxelles constituaient ainsi, comme dans plusieurs autres cités européennes dirigées par des Lignages urbains, un type de gouvernance clanique où la capacité d'exercer une fonction publique était subordonnée à l'appartenance, attestée par une preuve généalogique patrilinéaire ou matrilinéaire, à un de ces sept clans ou Lignages privilégiés.
Ce système ayant existé sans interruption à Bruxelles du Moyen Âge jusqu'à la fin de l'Ancien Régime, il a laissé de nombreuses traces dans l'histoire urbaine qui ne peut être évoquée sans rappeler cette ancienne organisation de la cité.

## Histoire et institution

### Les origines légendaires
Dans son livre Vieux Bruxelles Illustré paru en 1909, Léon Van Neck nous donne quelques indications sur les origines légendaires des Lignages de Bruxelles, origines que nous n'accepterons évidemment qu'à titre anecdotique : Nous extrayons de l'Abrégé de l'Histoire ecclésiastique, civile et naturelle de la Ville de Bruxelles et de ses environs, par l'abbé Mann, MDCCLXXXV, les notes suivantes (en respectant l'ancienne orthographe) : Selon une tradition constante, il y avait, vers ce tems, sept seigneurs fonciers, qui avoient chacun leur château dans les environs du bourg de Bruxelles. Beaucoup de maisons bâties dans le voisinage de ces châteaux formèrent autant de hameaux, qui s'étendant peu à peu jusqu'à se joindre les uns aux autres, formèrent une nouvelle ville. C'est de ces sept seigneurs que les sept familles patriciennes de Bruxelles ont tiré leur origine : ces familles ont conservé les noms de leurs tiges respectives qui sont Ser-Huyghs, c'est-à-dire Sire Hughes, Ser-Roelofs ou Sire Rudolphe, Sleeuws ou Sire Lion, Steenwegs, Coudenberghe, Sweerts et Rodenbeeck (Eric Putean. Bruxella Septenneria. Les armoiries de ces familles se voient dans cet auteur ainsi que beaucoup d'autres).
Le pape Léon III vint à Bruxelles, en l'année 804, avec l'empereur Charlemagne. La ville s'étendait tous les jours. 7 frères, chefs de 7 familles patriciennes, se partagèrent la seigneurie de Bruxelles et firent bâtir 7 châteaux autour de l'île Saint-Géry. Le plus jeune, qui était pieux et brave, s'était fait bénir par le pape Léon III, dont il porta depuis le nom. On l'appelait, en langue du pays, sleuws ou ser Leeuws, qui signifie sire lion. Il portait une peau de lion en guise de manteau ; sa bravoure et sa magnanimité le firent remarquer autant que son nom ; et c'est en mémoire de lui que notre patrie porta depuis un lion sur ses étendards.
L'un des 7 frères eut un fils célèbre qui se nommait sire Hugues, et que les historiens honorent du titre de duc de Lorraine et de Brabant ; il livra bataille aux Normands sur les bords de la Senne, à peu de distance de Bruxelles, en l'an 900. Il mourut en combattant. Ses 2 filles, qui étaient encore vierges, vinrent pleurer sur son corps et firent bâtir à leur frais une chapelle où elles le déposèrent. C'est cette chapelle qui est devenue depuis l'Église de Notre-Dame de Laeken.(…).

### Les origines historiques
Les considérations les plus intéressantes sur les origines du système échevinal bruxellois ont été émises en 1959 par le fougueux historien Léo Verriest dans son inestimable livre « Noblesse. Chevalerie. Lignages. »
C'est au chapitre III intitulé Villes. Echevinages. Lignages Urbains. que Léo Verriest nous livre de pénétrantes observations sur le processus de création de l'institution scabinale bruxelloise. Pour lui, le territoire de Bruxelles était composé d'une juxtaposition d'une vingtaine de domaines fonciers appartenant à diverses familles (qui seront plus tard, au XIIIe siècle, aux mains des Clutinck, Eggloy, Coeckelberg, t'Serarnts, etc.). Ces domaines étaient mis à profit directement par leurs propriétaires ou selon le mode seigneurial (attribution de tenures grevées de redevances ou d'obligations diverses). L'énorme poussée démographique des XIe, XIIe et XIIIe siècles fit que des adaptations furent nécessaires pour revoir les organisations internes des seigneuries. La principale création fut celle des échevinages locaux dans les anciennes seigneuries en voie d'expansion. Ces échevins organisaient une juridiction gracieuse (pour recevoir et authentiquer les contrats de toute espèce) et une juridiction contentieuse (pour trancher les conflits et spécialement ceux relatifs aux tenures). Tous ces échevins étaient résidents sur le territoire et y détenaient une parcelle du sol. À Bruxelles, l'intérêt du comte et des seigneurs immédiatement voisin du bourg a été de se donner un système défensif commun. Ce fut dès lors la première enceinte de Bruxelles qui fut créée (aux environs de l'an 1100 et certainement avant 1134 comme le démontre le professeur médiéviste Paul Bonenfant). La détermination du tracé, englobant environ 80 hectares dans un périmètre de quatre kilomètres, a nécessairement engendré des tractations et des ententes préalables entre détenteurs des domaines (qui seront, pour certains, en partie enclavés, d'autres seront divisés, etc.). Il fallut dès lors nécessairement procéder à un préalable ajustement des intérêts, droits et obligations des divers seigneurs et propriétaires de ces domaines. Il y a donc eu incontestablement une connexion entre la structure foncière de la ville médiévale et le recrutement de ses échevins.
Ainsi également, l'historien et généalogiste François de Cacamp se fondant sur les travaux historiques du professeur Philippe Godding observe que les Lignages ont possédé d'origine, à moins de 5 % près peut-être, la totalité de l'étendue de la ville délimitée par sa ceinture fortifiée du XIVe siècle, l'étendue qui correspond grosso modo au sol bruxellois situé à l'intérieur de l'actuelle petite ceinture.

### Historique

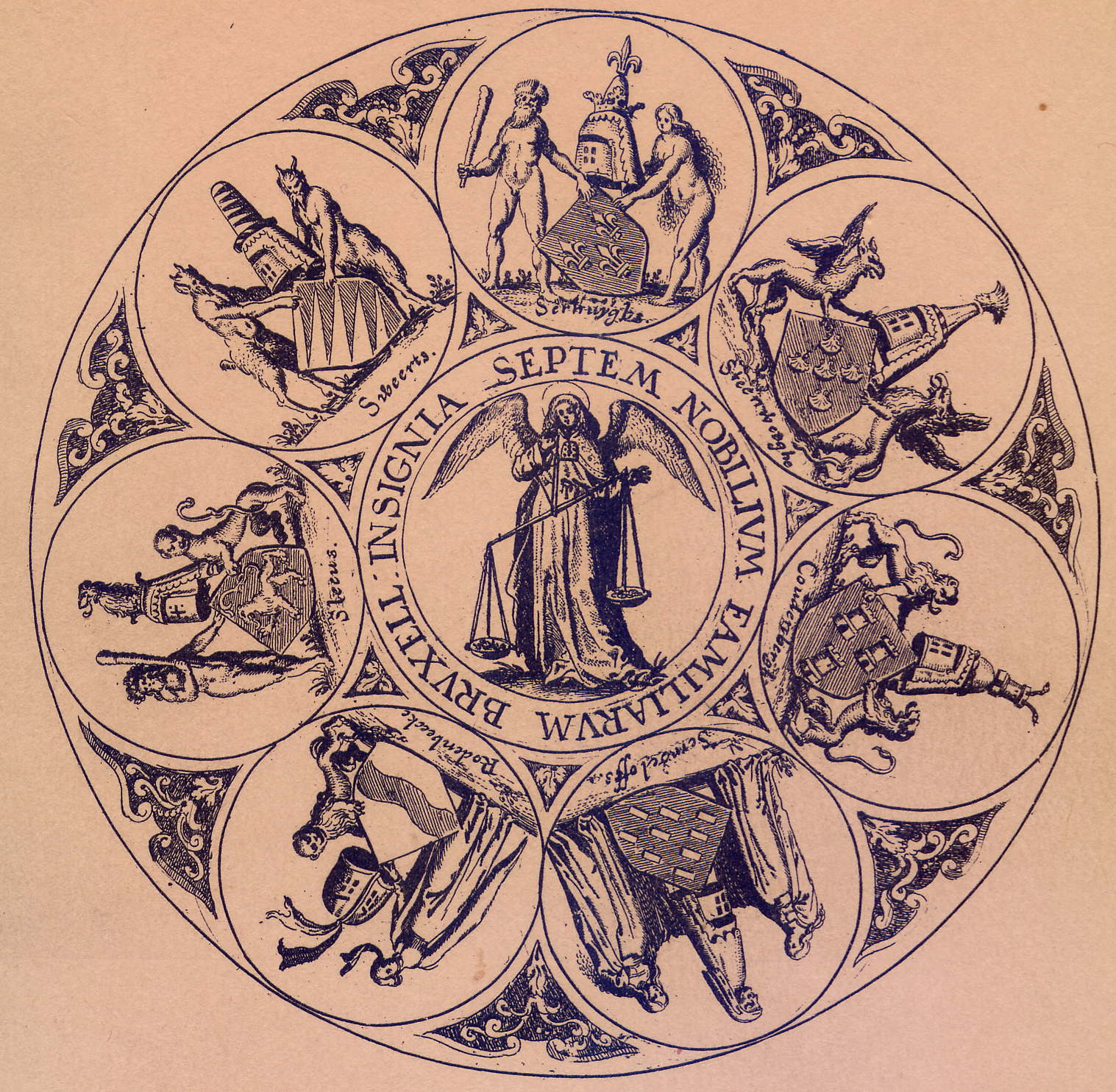
Rosace des Sept Lignages, gravée dans Erycius Puteanus, Bruxella Septenaria, 1656

Les Lignages de Bruxelles remontent au moins au XIIIe siècle. En effet, il existe en 1306 une charte scellée par Jean II, duc de Brabant, qui promettait de rétablir leurs privilèges tels qu'ils étaient appliqués du temps de leurs ancêtres.
Comme dans toute oligarchie, les héritiers des familles lignagères se mariaient souvent entre eux. Ainsi, selon François de Cacamp « le fait, déjà signalé par plusieurs auteurs, d'une intense endogamie au sein du milieu lignager doit être à nouveau souligné » et « il faut considérer que cette endogamie a été pratiquement la règle générale quoique non codifiée ». De sorte que bien vite, nombreux furent ceux qui descendaient de plusieurs Lignages. Aussi, en 1375, la duchesse Jeanne (petite fille de Jean II), décida avec son mari que pour devenir échevin, chacun devrait désormais choisir un Lignage et y rester sa vie durant.
Durant tout l'Ancien Régime, les Premiers-Bourgmestres, les sept échevins, le premier doyen de la Gilde Drapière, les Capitaines de la Garde bourgeoise, les Trésoriers de la ville et les Superintendants des Serments étaient exclusivement issus des sept Lignages. Les Lignages eurent l'exclusivité des charges politiques jusqu'en 1421.
En 1421, après les sanglants troubles civils entre les gens des Lignages et les riches bourgeois chefs des Métiers, formés en corporations, ceux-ci purent se grouper en neuf « Nations », regroupant 49 corporations.
Il est inexact d'appeler cette révolte de 1421 « révolution démocratique » car ce fut une lutte pour le pouvoir entre les Lignagers détenteurs du sol et de riches membres des corporations détenteurs du nouveau pouvoir économique.
Ces Nations, appelées ainsi car composées de bourgeois natifs, étaient également des organismes de droit public qui élisaient en leur sein, notamment, le Second-Bourgmestre, le Second-Doyen de la Gilde Drapière, les six Conseillers ayant, comme les échevins des Lignages, pouvoir exécutif (à ne pas confondre avec les actuels conseillers-communaux, faisant partie du pouvoir législatif communal).
Toutefois, le nombre des fonctions lignagères resta toujours supérieur à celui des fonctions des Nations de telle sorte que lors de la prise de décisions, les Lignages avaient toujours la majorité des votes.
Si les sanglants événements de 1421 créèrent un nouvel équilibre des pouvoirs à Bruxelles, la suprématie lignagère fut également mise en cause ultérieurement. Ainsi, les Lignages connurent des temps troublés après la mort de Charles le Téméraire en 1477 devant Nancy. Les Nations revendiquèrent alors un pouvoir absolu à Bruxelles, en excluant les Lignages. Mais ce pouvoir fut retiré aux Nations en 1480 par Maximilien d'Autriche qui cassa solennellement les lettres d'alliance que les métiers avaient échangé entre eux.
Plus tard encore, lors des troubles religieux sous Philippe II, les calvinistes devinrent maîtres de la ville de Bruxelles dès la fin de 1573. Ils en partagèrent d'abord son administration avec les catholiques, mais du 6 juin 1579 au 19 mars 1585, les calvinistes imposèrent leur domination absolue à Bruxelles. La ville de Bruxelles fut réconciliée au Roy le 13 de mars 1585 et réduitte à son obéissance le 19 dudit mois, et la Religion Catholique restituée, écrit le généalogiste Jean Baptiste Houwaert. Cette réconciliation avec le roi est la capitulation de la ville signée en mars 1585 avec Alexandre Farnèse. Durant la période calviniste, les Lignagers avaient été assez rapidement écartés de l'administration de la ville qui fut alors aux mains de quelques tribuns calvinistes. C'est pourquoi, après le retour de Bruxelles sous la souveraineté des Habsbourg, appartenir à la sainte Église catholique, apostolique et romaine, devint une condition d'admission aux Lignages.
Après la fin de l'Ancien Régime, le pouvoir des Lignages de Bruxelles ne disparut pas d’un seul coup, et longtemps encore les descendants des Lignages ont exercé des fonctions civiles ou politiques importantes dans la cité.

### L'élection annuelle ou Keuse, pour le renouvellement du Magistrat à la Saint-Jean d'été

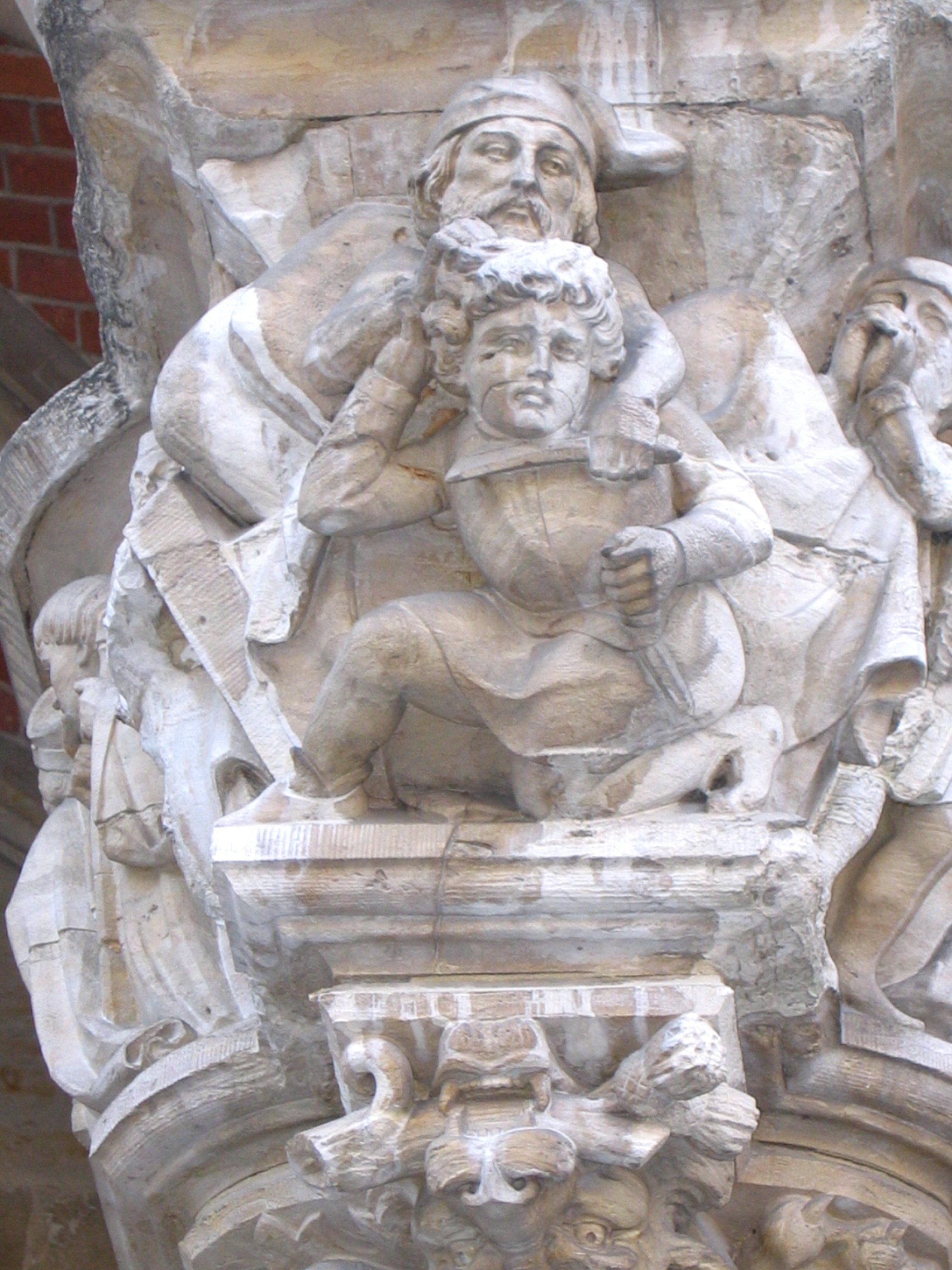
L'échevin Herkenbald égorgeant son neveu qui a commis une forfaiture. Il symbolise l'échevin des Lignages dirigeant la cité avec sagesse et justice. Cul de lampe ornant l'hôtel de ville de Bruxelles (reproduction de la sculpture originale du XVe siècle déposée au Musée de la Ville de Bruxelles).

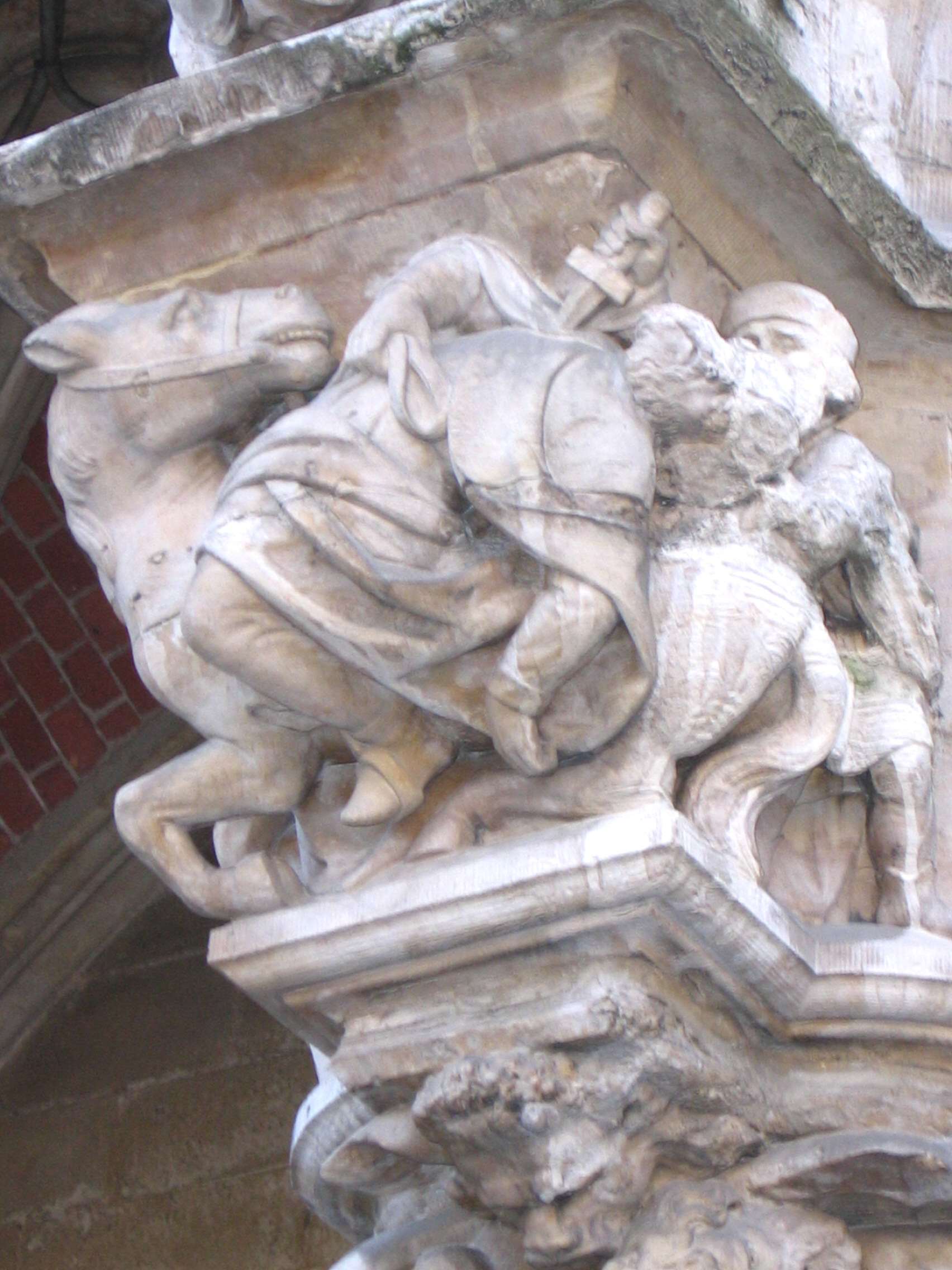
Le héros bruxellois Éverard t'Serclaes traîtreusement poignardé par un vassal du seigneur Sweder d'Abcoude. Il symbolise l'échevin des Lignages défendant la cité avec force contre les ennemis d'au-delà des remparts. Cul de lampe ornant l'hôtel de ville de Bruxelles (reproduction de la sculpture originale du XVe siècle déposée au Musée de la Ville de Bruxelles).

Tous les ans le magistrat de Bruxelles était renouvelé à la Saint-Jean d'été.
Onze jours avant la Saint-Jean, aux Ides de juin, soit le 13 juin, les membres des Lignages se réunissaient pour procéder au vote et pour participer à un banquet solennel.
L'on procédait ainsi d'après un règlement de 1375:
- Dans chaque Lignage il est distribué autant de boules de cire que de membres présents.
- Quatre d'entre elles sont marquées intérieurement d'un trait blanc, une d'un trait noir.
- Les quatre Lignagers qui se trouvent en possession d'une boule à trait blanc sont directement électeurs au deuxième degré. Ils se réunissent à part et choisissent à la majorité un candidat échevin.
- À défaut de majorité, le détenteur de la boule à trait noir intervient et tranche.
- Ces cinq électeurs ne peuvent toutefois désigner l'un d'entre eux.
- Le façonnage et la distribution des boules sont répétés trois fois pour préparer l'élection de chacune des trois personnes à présenter au choix du duc, le 19 juin, c'est-à-dire un pour chacun des sept Lignages, en vue de leur nomination solennelle le 24 juin à la Saint-Jean d'été.

Cette manière de procéder fut modifiée au cours des siècles. Ainsi, par ordonnance du 14 juin 1604, le Magistrat de Bruxelles a remplacé ce curieux système par le vote à la majorité des voix par billets. Ce n'est cependant qu'en 1668 que le Lignage Steenweeghs se décida à se départir de l'ancienne procédure pour adopter la nouvelle... Quoi qu'il en soit, les votants devaient toujours jurer en conscience de choisir "le meilleur (pour défendre la cité), le plus sage (pour la diriger) et le plus utile (pour la rendre prospère).
Les nouveaux élus entraient alors en charge le jour de la Saint-Jean d'été (24 juin).

### Conditions d'admission
Pour pouvoir être admis en cette oligarchie des Lignages, il fallait prouver au moyen de preuves généalogiques que l'on était issu de ces familles privilégiées. Et bien évidemment, même si la qualité de Lignager se transmettait aussi bien par les hommes que par les femmes, seuls les hommes étaient admis dans les Lignages car seuls ceux-ci pouvaient remplir les fonctions publiques.
Mais cette condition ne suffisait pas, il fallait en outre avoir la qualité de « bourgeois de Bruxelles » (qualité qui était cependant accordée gratuitement aux descendants des Lignages) et, semble-t-il, à partir du XVIIe siècle seulement car ce n'était pas le cas au XVe siècle, n'exercer aucun métier et vivre uniquement de ses rentes. C'est ainsi que de nombreuses familles membres des Nations descendaient des Lignages mais ne pouvaient pas y entrer si leurs membres exerçaient des métiers bourgeois et avaient une activité économique. Les familles bruxelloises issues des Lignages conservaient soigneusement (et même jusqu'à nos jours) leur généalogie afin qu'un des leurs n'exerçant pas de métier (avocats, seigneur de village, etc.) puisse le cas échéant y être admis.
Si aux premiers siècles de l'institution lignagère, l'exercice d'un métier ne faisait pas perdre la qualité lignagère, en revanche, une ordonnance du 19 juin 1375 des ducs de Brabant Jeanne et Wenceslas exigeait des Lignagers candidats échevins de ne pas exercer de métier de leurs propres mains. On estimait en effet dans l'Ancien Régime qu'il était incompatible d'avoir une activité au service de l'État et d'avoir des intérêts commerciaux.
Il en était de même pour la noblesse, classe vouée au service de l'État, car dès qu'un de ses membres exerçait une activité commerciale il y avait dérogeance et il était exclu de la noblesse. Cette prescription visait à ce qu'il n'y ait pas confusion entre intérêts privés et publics.
Ainsi, si l'on résume les conditions d'admission, le prétendant devait : 
- descendre du Lignage, en ligne masculine ou bien en ligne féminine,
- avoir l'âge requis qui était de 28 ans en 1375 ; de 20 ans au XVIIe siècle ; de 18 ans au XVIIIe siècle,
- être de sexe masculin,
- être de naissance légitime, mais les descendants d'un enfant naturel, pourvu qu'ils soient légitimes, étaient admis,
- depuis le XVIIe siècle, obtenir une réhabilitation par le Conseil souverain de Brabant si ses parents ont exercé un métier des corporations,
- être de religion catholique romaine, depuis la réconciliation de la ville en 1585 après les troubles religieux du XVIe siècle.

### Procédure d'admission
La procédure d'admission aux Lignages a varié à travers les âges :
- En 1376 : se présenter au clerc de la ville de Bruxelles accompagné de deux échevins,
- Au XVIe siècle : L'admission passe progressivement aux mains du Lignage :
  - pour le serment[27],
  - pour la décision,
  - pour la production des preuves.
- Au XVIIe siècle : s'ajoutent encore aux prérogatives du Lignage :
  - la réhabilitation,
  - les 14 commissaires aux preuves, soit deux par Lignage.
- Au XVIIIe siècle : l'accord des sept Lignages est nécessaire, mais un recours au Conseil souverain de Brabant reste possible.

### Noblesse des Lignagers de Bruxelles

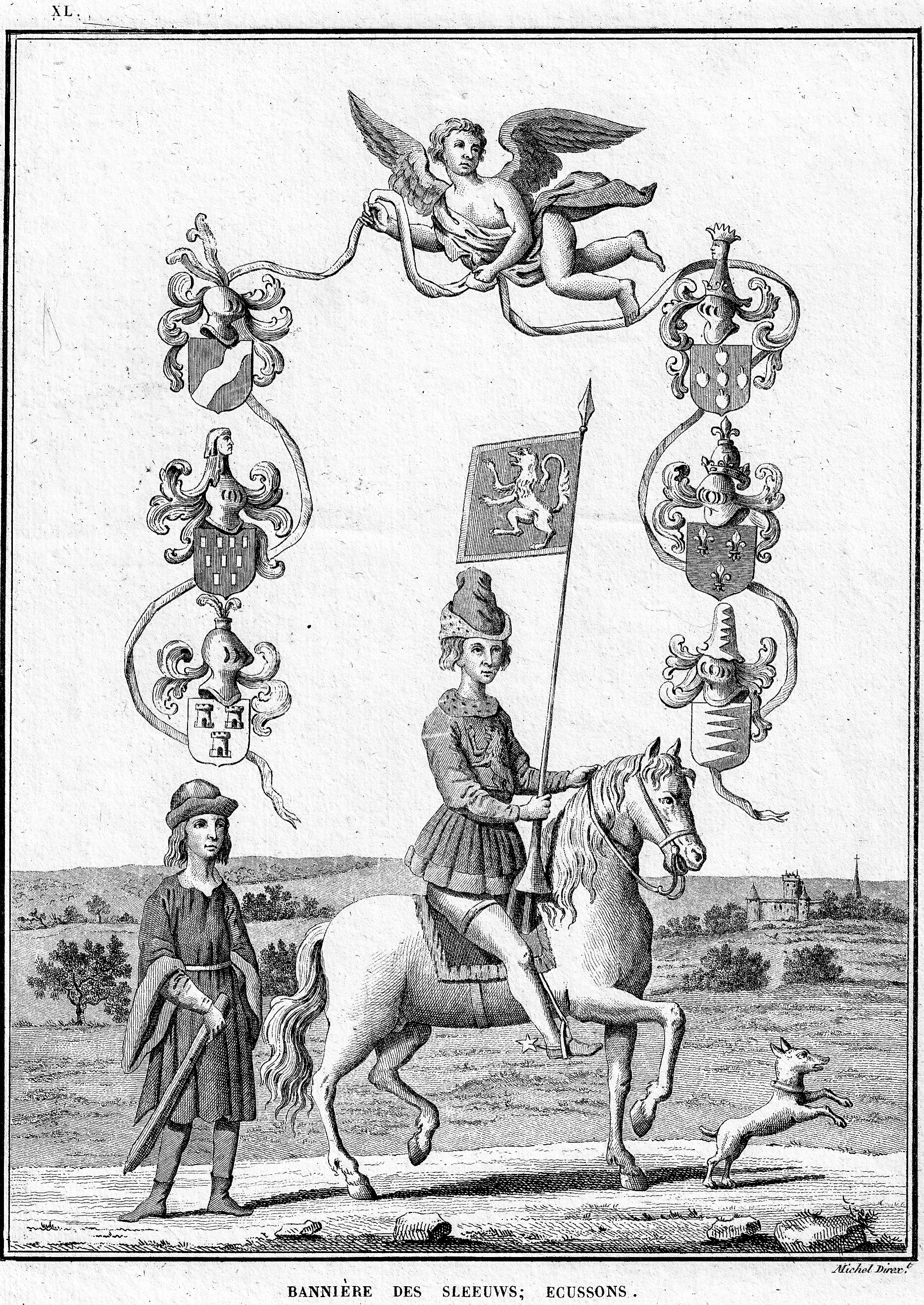
Bannière Sleeuws et blasons des autres Lignages (gravure sous la direction du graveur Michel),

Les Lignagers bruxellois du Moyen Âge étaient-ils nobles ? Comme l'écrit l'historien, éditeur et généalogiste François de Cacamp, « cette question n'a peut-être pas beaucoup de sens car il ne semble pas avoir jamais existé de définition juridique ni de statut juridique de la noblesse, en Brabant, au temps des ducs nationaux. Les Lignagers bruxellois étaient des hommes libres, descendants d'hommes libres, et il est à peu près certain qu'au XIIe et encore au XIIIe siècle, la notion d'homme libre et celle d'homme noble étaient quasiment synonyme. À cette époque, être maître et seigneur du sol, c'était être noble, de quelque façon, et cette noblesse, noblesse du sang et du sol, qualité de caractère social plutôt que juridique, se transmettait à tous les enfants, garçons et filles, du chef de leur mère aussi bien que de leur père, au même titre que la propriété du sol, dont elle était, en quelque sorte, le corollaire (… C'est pourquoi) les patriciens bruxellois, tout au moins jusque dans le courant du XVIe siècle, se sont considérés et ont été considérés comme nobles, issus « de nobilibus progeniebus », « uit adellijke geslachten » . L'historien et généalogiste Christophore Butkens, un prieur cistercien, écrit pareillement vers 1600 que «En ceste ville (de Bruxelles) il y a un officier du duc qu'on nomme l'amman et sept échevins, lesquels de tout temps mémorables ont été eslus de sept familles patrices - nobles et privilégiées - en sorte que personne n'est admis à l'estat d'eschevin ou magistrat s'il n'est pas issu par quelque côté d'aucune des dictes familles».
Louis Hymans, l'Historien de Bruxelles, note également que cette noblesse se transmettait aussi par les femmes. Des adages, rapportés par des historiens, en témoignent : « les femmes, dans les lignages, anoblissaient leurs maris : Feminœ quia nobiles, etiam maritos nuptiis nobiles reddunt. Elles apportaient leur noblesse en dot : In dotem familiam ac nobilitatem afferunt ».
Enfin, Nicolas Joseph Stevens conclut que : « quoique sous le régime autrichien, dont en matière de prérogatives dévolues à la noblesse, on connait l'esprit essentiellement formaliste, on ait dénié aux membres des lignages la qualité de nobles, il n'en est pas moins vrai qu'ils avaient, par l'ancienneté de leur existence et par les services rendus dans les fonctions municipales, des droits à une certaine illustration, et qu'on les distinguait du reste de la bourgeoisie ».
D'ailleurs même en pleine époque autrichienne, en 1743, la Description de la ville de Bruxelles éditée par George Fricx écrit : « Ces Nobles Familles nommées Patriciennes sont celles de Steenweghe, de Sleews, de Serhuyghs, de Coudenbergh, de Serroelofs, de Swerts et de Rodenbeeck ; dont les Descendans subsistent encore sans avoir dérogé ni à la Noblesse ni aux vertus de leurs ancêtres. Plusieurs des Souverains de Brabant parmi lesquels je citerai Jean II. et Charles le Belliqueux , les ont reconnus pour Illustres et Sages dans des Chartres authentiques de 1360. et 1469. où ils donnent les titres de Chevaliers, d'Ecuiers et d'Amis aux Sujets de leur tems issus de ces Nobles Tiges » et il continue « Le privilege particulier à ces sept Familles est très-digne de remarques. Les Filles portent le nom et les droits de leur Maison dans celles où elles entrent en se mariant, étant Nobles , elles annoblissent leurs Maris ; et comme Filles de Patriciens , elles en donnent le rang , la qualité et tous les droits à ceux qu'elles choisissent pour Epoux ; de sorte que, si on y fait attention les Familles Patriciennes, étant très-multipliées , fournissent un grand nombre de Sujets à la Magistrature ». Encore, plus d'un demi-siècle plus tard, Aubin Louis Millin de Grandmaison estime que : Ces familles jouissoient de priviléges fort étendus. Le plus beau de tous donnoit aux filles la faculté de tirer, pour ainsi dire, du néant les maisons auxquelles elles s'allioient. Comme nobles, elles ennoblissoient leurs maris, et comme filles de patriciens, elles leur en communiquoient le rang, la qualité et tous les droits.
Ainsi, les Lignagers étaient, à l'origine, des nobles, reconnus comme tels, indéniablement par les habitants de la ville de Bruxelles et au-delà. Mais, comme l'écrit en 1896 Alfred De Ridder, le fait que chez les Lignagers bruxellois, la femme transmettait sa noblesse à son époux et que de plus, suivant l'ancienne expression, « le ventre anoblissait », heurtait les principes en matière nobiliaire dans les Pays-Bas autrichiens. Cependant, cette croyance du XVIIIe siècle, et parvenue jusqu'à nous, suivant laquelle la noblesse se transmettait exclusivement par les hommes dans nos Provinces est une profonde erreur historique, comme l'ont démontré depuis lors plusieurs auteurs. C'est néanmoins en se fondant sur cette méprise - volontaire ou non - de ses conseillers juridiques que l'impératrice Marie-Thérèse, dans l'article XIV de son édit du 11 décembre 1754 « touchant les titres et marques d'honneur ou de noblesse, port d'armes, armoiries et autres distinctions », chercha à donner, en Droit, une solution définitive à cette question : il fut alors interdit aux Lignagers de faire donner, à eux et à leurs femmes, des titres et marques de noblesse : « XIV Ceux qui sont admis dans les Familles Lignageres ou Patriciennes de nos Villes, ne pourront de ce chef porter l'Epée, ou se donner à eux ou à leurs femmes aucune Marque ou Titre de Noblesse, à peine de deux cens florins ». Par conséquent, à la suite de l'entrée en vigueur de cet édit dans les Pays-Bas méridionaux, les Lignagers de Bruxelles ne purent plus, légalement, se prévaloir des marques extérieures de noblesse, sans que toutefois la noblesse ne leur ait été déniée formellement par cet édit. Sur ce point, l'état de la question resta alors inchangé dans l'ordre juridique des Pays-Bas méridionaux, et cela pour les quarante ans à venir, jusqu'à l'abolition de toute noblesse et du régime lignager bruxellois par le Pouvoir révolutionnaire français lors de l'invasion de nos Provinces. Sous le Premier empire, l'Empereur Napoléon Ier recréa progressivement à partir de 1804 une nouvelle noblesse, quelque peu caporalisée, toute à sa dévotion et censée être un fidèle soutien de son régime. Les Lignagers bruxellois n'y avaient aucune place. Sous le royaume uni des Pays-Bas, de 1815 à 1830, avec une constitution qui donnait des pouvoirs étendus à Guillaume Ier, des membres de la noblesse de chaque province étaient réunis dans les corps équestres provinciaux auxquels étaient attribué des pouvoirs politiques. C'est pourquoi, à la suite d'un arrêté du 26 janvier 1822 obligeant l'ancienne noblesse à se faire reconnaître, seuls les nobles qui étaient disposés à collaborer et à être le soutien de la politique du roi Guillaume furent reconnus. Mais aucun des nombreux arrêtés du roi Guillaume ne laisse entendre que toute la noblesse ancienne, même non reconnue par le roi Guillaume, aurait été anéantie. Enfin, le Constituant belge de 1831 fit table rase de la Loi fondamentale de 1815 et dès lors également de cet arrêté de 1822. Le Congrès national belge entendait maintenir la noblesse ancienne et par l'article 75 de la Constitution, permettait au Roi des Belges de créer de nouveaux nobles pour l'avenir. Rien de distinct ne fut résolu par le Congrès national pour les Lignagers bruxellois.
Comme on peut le constater dans la « liste et armorial des personnes admises aux Lignages de Bruxelles » ci-après, si de nombreux Lignagers bruxellois étaient, durant l'Ancien Régime, juridiquement nobles pour avoir été anoblis par le Prince ou descendre d'une famille dont la noblesse était reconnue légalement, il n'en reste pas moins que tous les Lignagers de Bruxelles et leurs descendants jouissaient, à l'époque, d'un statut juridique sui generis leur conférant, à Bruxelles, en droit, d'importants privilèges, et en fait, un très grand prestige et celui-ci s'est perpétué jusqu'à nos jours.

### Prérogatives des Lignagers
La principale prérogative des Lignagers est le monopole de certaines fonctions (échevins, surintendants du canal, etc.) ainsi que le droit de participer en nombre déterminé à d'autres fonctions, partagées avec les Nations (receveurs, plus tard nommés trésoriers, apaiseurs, doyens et Huit, etc.). 
D'autres prérogatives leurs étaient réservées, dont la plus importante était le bénéfice du droit de bourgeoisie gratuit.

#### Droit à la bourgeoisie de Bruxelles
Pour obtenir la bourgeoisie de Bruxelles, un droit d'admission était dû par celui auquel la ville concédait le droit de bourgeoisie. Cependant, tout descendant des Lignages de Bruxelles pouvait obtenir gratuitement la bourgeoisie de Bruxelles. L'article 210 des Coutumes observées par ceux de la ville de Bruxelles, transmises au Conseil de Brabant le 20 mai 1570, disposait en effet que :
210. Item, die van de zeven geslachten van Brussel zyn genietende dezelve ende gelyke privilegiën, rechten, vryheden, ende exemptiën als de voors. poorters, ende staen tot gelyken rechte ende judicature.
(Article 210. Ceux des sept lignées de Bruxelles jouissent des mêmes privilèges, droits, immunités et exemptions comme les bourgeois prédits, et sont soumis aux mêmes droit et judicature.)
Ainsi, par exemple, l'on trouve en 1489, Arnoldus t'Kint, de Baardegem, à l'origine des t'Kint de Roodenbeke, fils de Joannes et de Catharina elle-même fille d'Egidius van der Meeren, residet extra et non solvit quia erat de progeniebus (habite en dehors de la ville et n'a pas payé parce qu'il descend des Lignages). C'est également ainsi que plusieurs descendants des Lignages Steenweeghs (les descendants de Gabriel van der Elst) et Coudenbergh (les descendants de Catherine Spyskens, d'Overysse) ou encore Serhuyghs (les descendants de Gilles van Marselaer) firent reconnaître leur origine lignagère pour bénéficier gratuitement de la bourgeoisie de Bruxelles.
Par ailleurs, un intéressant avantage était reconnu aux Lignagers bénéficiant de la bourgeoisie foraine de Bruxelles. Les bourgeois forains (c'est-à-dire du dehors, extérieurs, à rapprocher de foreign en anglais, ou en néerlandais, buitenpoorters) de Bruxelles étaient les bourgeois ne résidant pas dans la ville mais dans le plat-pays. Comme ces bourgeois forains de Bruxelles demeuraient à l'extérieur de la franchise urbaine, ils ne payaient dès lors pas les taxes et les accises diverses perçues par la ville. C'est pourquoi, en compensation de cette absence de contributions aux finances de la ville, ils devaient acquitter une taxe annuelle afin de jouir des avantages (par l'exemption de la taille et du meilleur catel) de la qualité de bourgeois et bénéficier de la protection de la ville par le privilège de juridiction (et ainsi n'être attrait que devant l'amman et les échevins de Bruxelles). Mais chose remarquable, écrit le professeur Philippe Godding, les nouveaux bourgeois pouvant prouver leur appartenance à un lignage ou leur descendance d'un lignager, sont exemptés du payement de la taxe annuelle, tout comme ils le sont du droit d’admission à la bourgeoisie.

#### Gardiens des portes et des remparts
Les Lignages étaient chargés de défendre les portes et les remparts de Bruxelles. En 1383, chaque Lignage eut la charge de défendre une des sept portes de l'enceinte de Bruxelles et une partie du rempart. Le Lignage pouvait aussi utiliser cette porte pour y enfermer les membres du Lignage ayant eu une conduite blâmable. En 1422, à la suite des sanglants événements de 1421 qui avaient mené à un nouvel équilibre du pouvoir entre les patriciens bruxellois rassemblés dans les Lignages de Bruxelles et les représentants des métiers qui constitueront alors les neuf Nations de Bruxelles, cette charge de défense des portes et des remparts fut également partagée.
- La porte de Cologne fut défendue en 1383 par le Lignage Coudenbergh, auquel s'adjoint en 1422 la Nation de Saint-Géry.
- La porte d'Anderlecht fut défendue par le Lignage t'Serroelofs, auquel s'adjoint en 1422 la Nation de Saint-Christophe.
- La porte de Laeken fut défendue par le Lignage Sleeus, tâche partagée à partir de 1422 avec la Nation de Notre-Dame.
- La porte de Louvain fut défendue en 1383 par le Lignage Uten Steenweghe, secondé en 1422 par la Nation de Saint-Jean.
- La porte de Hal fut défendue en 1383 par le Lignage Serhuyghs, secondé en 1422 par la Nation de Saint-Laurent.
- La porte de Flandre fut défendue par le Lignage Sweerts, secondé en 1422 par la Nation de Saint-Gilles.
- La porte de Namur fut défendue en 1383 par le Lignage Rodenbeke, secondé en 1422 par la Nation de Saint-Jacques.

A la fin du XVIe siècle), ce privilège était tombé en désuétude. 

#### Autres privilèges
Ces autres privilèges étaient notamment les suivants : 
- La ville de Bruxelles ayant acheté en 1431 la collation de trois prébendes de chanoines d'Anderlecht, le Magistrat décida que les prébendes reviendraient alternativement à un Lignager ou un bénéficiaire des Nations.
- Des bourses d'études étaient réservées aux Lignagers, voyez ci-après la bourse d'étude van Bronchorst, mais il existait aussi la bourse Corselius accordée, à défaut de parents de la fondatrice, aux Lignagers du Serhuyghs.
- Des rentes avaient constituées pour la création de bourses à Louvain au XVIIIe siècle par le Sweerts, le Serhuyghs, et le Coudenbergh pour ceux issus de leur Lignage.
- Chaque Lignage, à tour de rôle, nommait annuellement un mambour à l'hospice Saint-Eloi.
- Le Serroelofs nommait un mambour pour la chapelle et hospice de la Sainte-Trinité.
- Le Steenweegs nommait les hauts mambours de l'église du Finistère et les mambours de la fondation van Hamme.
- Les Lignagers avaient un droit de préférence pour bénéficier d'hospices et autres fondations charitables, notamment pour les fondations ter Arcken, van der Tommen, Busleyden, van den Heetvelde et Bernage, ou également pour l'hospice Sainte-Anne, fondée par une t'Serclaes, ou encore pour celui de la Sainte-Trinité.
- Pour la tutelle d'enfants de Lignagers, et à défaut de parents proches, le tuteur devait être issu du Lignage du père de l'enfant.

#### La bourse d'études van Bronchorst
Au XVIIe siècle, Henri van Bronchorstpar testamentfonda une bourse d'études en faveur des membres des Lignages de Bruxelles afin de faire des études, à l'origine, à l'université de Douai. Le choix de cette université n'est plus obligatoire aujourd'hui, mais cette bourse, pour la rhétorique, la philosophie, la théologie, le droit ou la médecine, est toujours existante et chaque année, un descendant des Lignages de Bruxelles peut l'obtenir auprès de l'administration des bourses d'études. Le montant de cette bourse est augmenté par l'Association Royale des Descendants des Lignages de Bruxelles.

### L'activité de bienfaisance des Lignages de Bruxelles
Outre leurs fonctions judiciaires et administratives ainsi que militaires, les Lignages de Bruxelles exerçaient également la bienfaisance et se préoccupaient des besoins et du bien-être de la population.
C'est ainsi que l'administration urbaine a créé un service administratif de secours aux indigents, appelé la "Suprême Charité", dont les maîtres généraux étaient choisis uniquement parmi les membres des Lignages à la sortie de leurs charges dans la magistrature urbaine.
Entre le XIIe et le XVIIIe siècle le magistrat lignager de la ville de Bruxelles a fondé en tant qu'institutions officielles de nombreux hospices pour vieillards, établissements pour enfants, hôtelleries pour pèlerins, infirmeries et maisons pour pauvres.
À côté de cela, les membres des Lignages ont eu également au cours des siècles à titre personnel une importance activité de bienfaisance privée et créé de nombreuses fondations et hôpitaux destinés à soulager la misère de la population ou des membres des Lignages tombés dans l'indigence. Ces fondations privées ont continué à exister jusqu'à la fin de l'Ancien Régime et furent après la Révolution française regroupées au sein des Hospices Réunis, toujours existants.
Parmi ces fondations de bienfaisance fondées à titre personnel par des membres des Lignages, l'on peut citer:
- 1128: Hospice Saint-Nicolas, cité dès 1128, à côté de l'église du même nom, destiné aux Lignagers tombés dans la misère ou devenus infirmes.
- 1263: Hospice Ter Arken, rue Salazar 17, fondé avant 1263 par un membre de la famille Clutinc et destiné aux membres du Lignage Serhuyghs.
- 1356: Hospice de la Sainte-Trinité, fondé avant 1356 par la fameuse mystique Heilwige Bloemart dite Bloemardine, fille de Wilhelmus Bloemart, bourgmestre de Bruxelles en 1282 et échevin en 1261, 1270, 1283, et destiné aux membres du Lignage Serroelofs.
- 1388: Fondation Sainte-Élisabeth de Hongrie ou de Landuyt, fondée en 1388 par l'évêque Jean t'Serclaes.
- 1522: Hospice Sainte-Croix, rue Haute, fondé en 1522 par Charles t'Seraerts.
- 1622: Hospice t'Serclaes ou de Sainte-Anne, rue de la Fiancée, fondé en 1622 par Anne t'Serclaes.
- 1656-1658: Hospice dit des Neuf Chœurs des Anges, rue des Chevaux fondé en 1656-1658 par demoiselle Louise van der Noot.

### Demeures lignagères

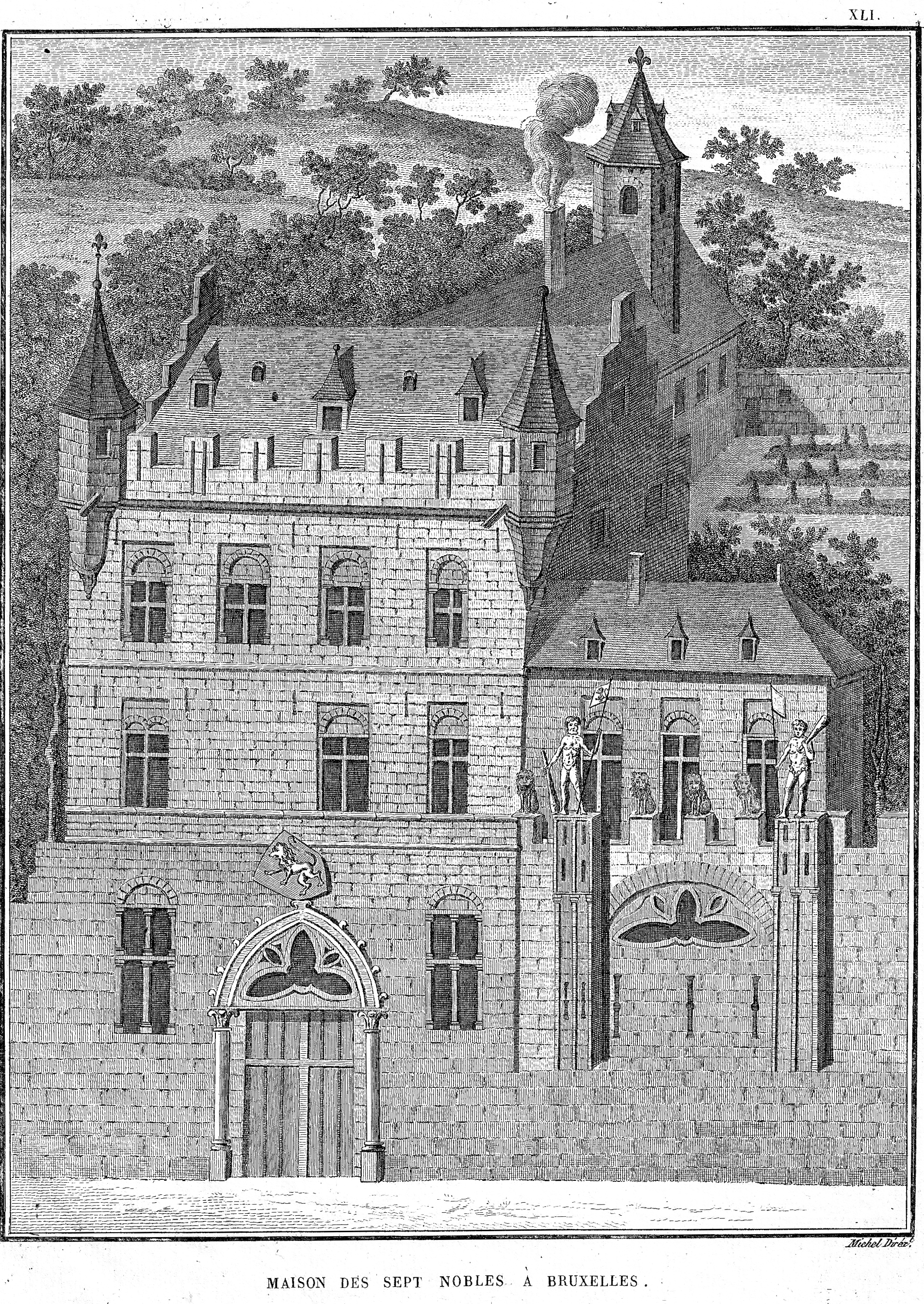
"Maison des sept nobles à Bruxelles" avec l'écusson Sleeuws, gravé sous la direction du graveur Michel

Les Lignages se réunissaient à l'hôtel de ville. Au Moyen Âge certaines familles membres des Lignages et des familles seigneuriales, possédaient des maisons fortes, appelées herberghe, porta, dont les archives ont conservé les domonymes et que les historiens du XIXe siècle ont appelé des steen. Chaque Lignage ne possédait pas son steen commun, comme c'était le cas dans d'autres villes comme pour les Paraiges de Metz, mais elles étaient les demeures d'importantes familles du patriciat urbain.
On relève comme noms, la « Poorte van Coeckelberg », la « Poorte van den Galoyse », « de Gouden Poorte », la « Priemspoorte », la « Raempoorte » (à Overmolen), la porta des t'Serclaes, dit « le Palais », la « Slozenpoorte » (au Sablon), la « Poorte van de Tafelronde », la « Poorte van Vianen ».
Henne et Wauters mentionnent encore :
- Cantersteen ("steen du chantre"[62]) à l'angle des rues de la Madeleine et de l'actuelle rue de l'Empereur. Ce steen était habité en 1252 par Guillaume Pipenpoy[63], bourgeois de Bruxelles, membre des Lignages et échevin vers 1227-1230.
- Maximilaens-steen, in de Berghstraete (dans la rue de la Colline),
- Serhuygs-kint-steen[64], ontrent de groote Merkt (près de la Grand-Place, aujourd'hui au "Roy d'Espagne"),
- Valckenborgh, achter de groote Merkt (derrière la Grand-Place),
- Sout-huys, achter den Choor van Sinte Nicolaes kercke (derrière le chœur de l'église Saint-Nicolas),
- Payhuys, by Sinte Nicolaes kercke, recht over de Fonteyn van de dry Goddinnen (près de l'église Saint-Nicolas face à la fontaine des "Trois Pucelles"). Ce steen, mentionné à partir de 1350, était habité par la famille Paihuse, faisant partie de l'aristocratie urbaine bruxelloise, famille attestée également dans la région de Tirlemont malgré ce qu'affirment Henne et Wauters[65].
- Platten-steen, in de straete van den selven name (dans la rue du même nom, plattesteen).

### Les Lignages de Bruxelles et la célébration de l'Ommegang

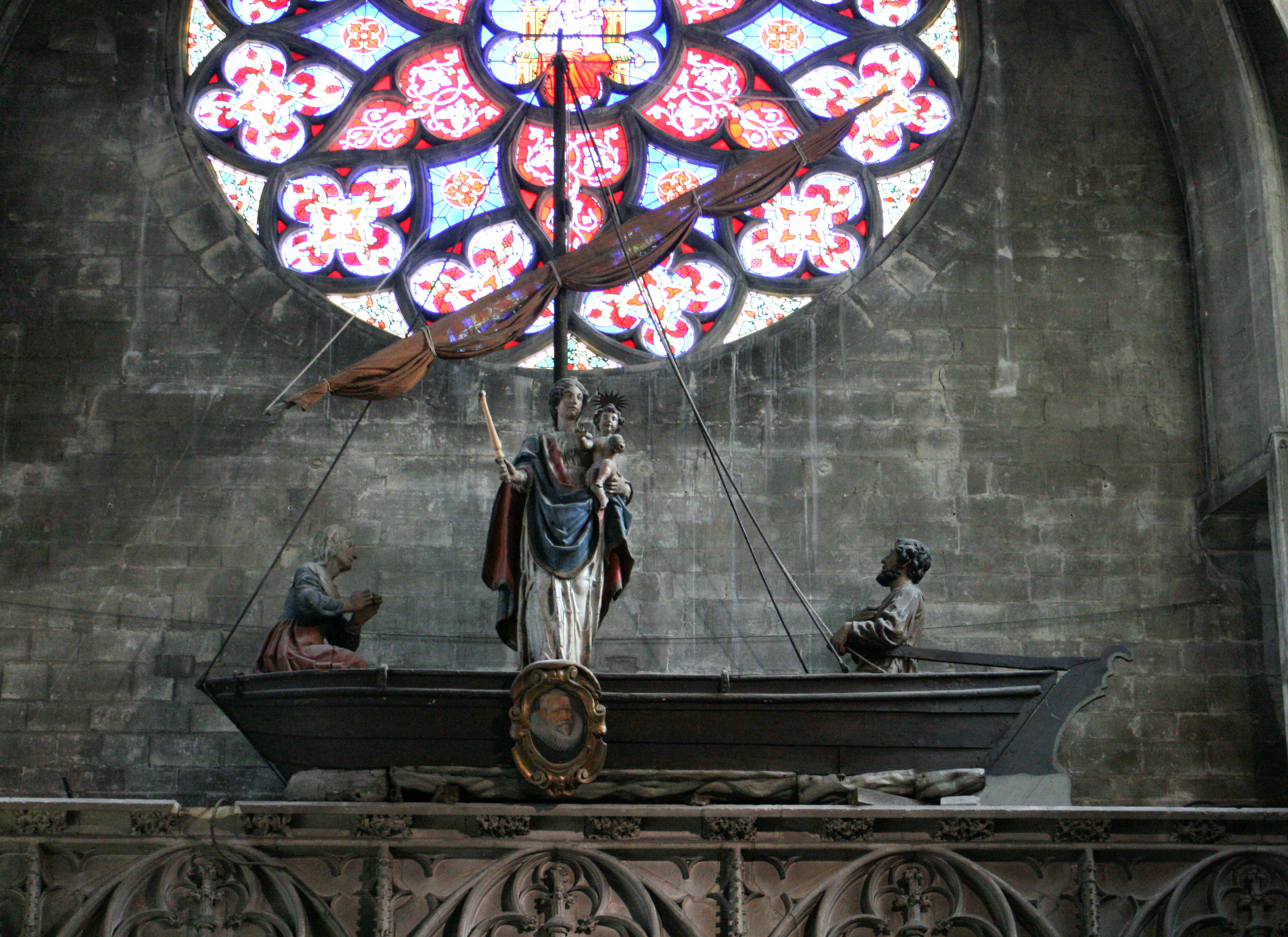
Notre Dame des Victoires du Sablon, puissante protectrice de la ville de Bruxelles, debout sur sa barque. C'est sous son égide et en son honneur que se déroule chaque année l'Ommegang de Bruxelles auquel participent toujours les Lignages de Bruxelles.

Un des moments importants de la vie des Lignages de Bruxelles jusqu'à nos jours est la participation annuelle à l'Ommegang qui était à l'origine la plus importante procession lustrale de Bruxelles faite en l'honneur de Notre-Dame des Victoires du Sablon, la puissante protectrice de la ville de Bruxelles.
Elle se déroulait le dimanche précédant la Pentecôte, qui était également le jour de la fête de la ville de Bruxelles.
Les magistrats et membres des Lignages, vêtus de la robe rouge écarlate — le fameux écarlate bruxellois teinté dans le sang de taureau — précédant immédiatement avec le magistrat la statue de la Vierge, participaient, comme toujours actuellement, à ce cortège sacré.

### L'héraldique lignagère
En ce qui concerne l'indication des armoiries par famille le choix a été fait dans la page Liste et armorial des personnes admises aux Lignages de Bruxelles, d'indiquer les armes les plus couramment admises. Mais en fait, il faudrait presque faire un armorial par personne, car très souvent les membres des Lignages brisaient et personnalisaient leurs armes (jusqu'au XVIIIe siècle) soit en y ajoutant des meubles, soit en changeant un émail, soit en écartelant avec les armes de leurs ascendance lignagère, soit avec un franc-quartier etc. Cet usage des brisures était rendu nécessaire car du fait même du système lignager, il y avait de nombreux membres du magistrat qui portaient le même nom de famille et leur usage était donc nécessaire pour identifier les décisions de chacun sans le confondre avec un autre membre de sa famille. L'étude des sceaux des échevins ou des jetons des receveurs du canal en donnent jusqu'à une époque récente de nombreux exemples.

### Armoiries des sept Lignages de Bruxelles

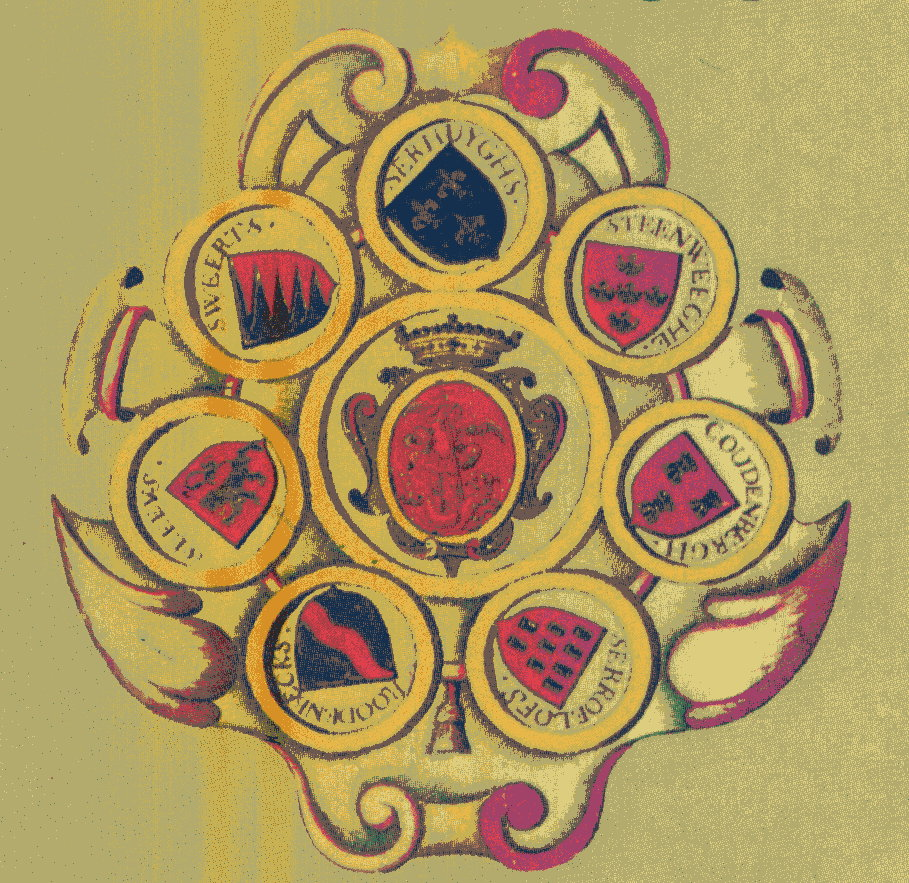
Blason des Lignages de Bruxelles, dans un manuscrit du XVIIIe siècle.

Jean Baptiste Houwaert, secrétaire de la ville de Bruxelles au XVIIe siècle, reprenant sans doute une terminologie plus ancienne, désigne comme suit les meubles héraldiques des Lignages : castra (châteaux) pour le Coudenbergh, lilia (fleur de lis) pour le t'Serhuyghs, leo (le lion) pour le Sleeus, lanceae (parti-émanché, évoquant des fers de lance superposés horizontalement en position alternée) pour le Sweerts, conchea (coquilles) pour le Steenweeghs, bilia (billettes, ou petits cylindres) pour le t'Serroelofs, rivus (ruisseau, évoqué par une bande ondée) pour le Roodenbeke.
 Sleeus : de gueules plain qui est Bruxelles, au lion d'argent.
 Coudenbergh : de gueules plain qui est Bruxelles, à trois tours d'argent ajourées du champ, ouvertes d'azur.
 Steenweeghs : de gueules plain qui est Bruxelles, à cinq coquilles d'argent rangées en croix.
 Serroelofs : de gueules plain qui est Bruxelles, à 9 billettes d'argent, ordonnées 4, 3 et 2.
 Roodenbeke : d'argent à la bande ondée de gueules.
 Sweerts : parti-émanché d'une demi pièce et de 4 entières d'argent sur gueules.
 Serhuyghs : d'azur à trois fleurs de lis au pied coupé d'argent.

### L'ancien vitrail dans la collégiale Saints-Michel-et-Gudule

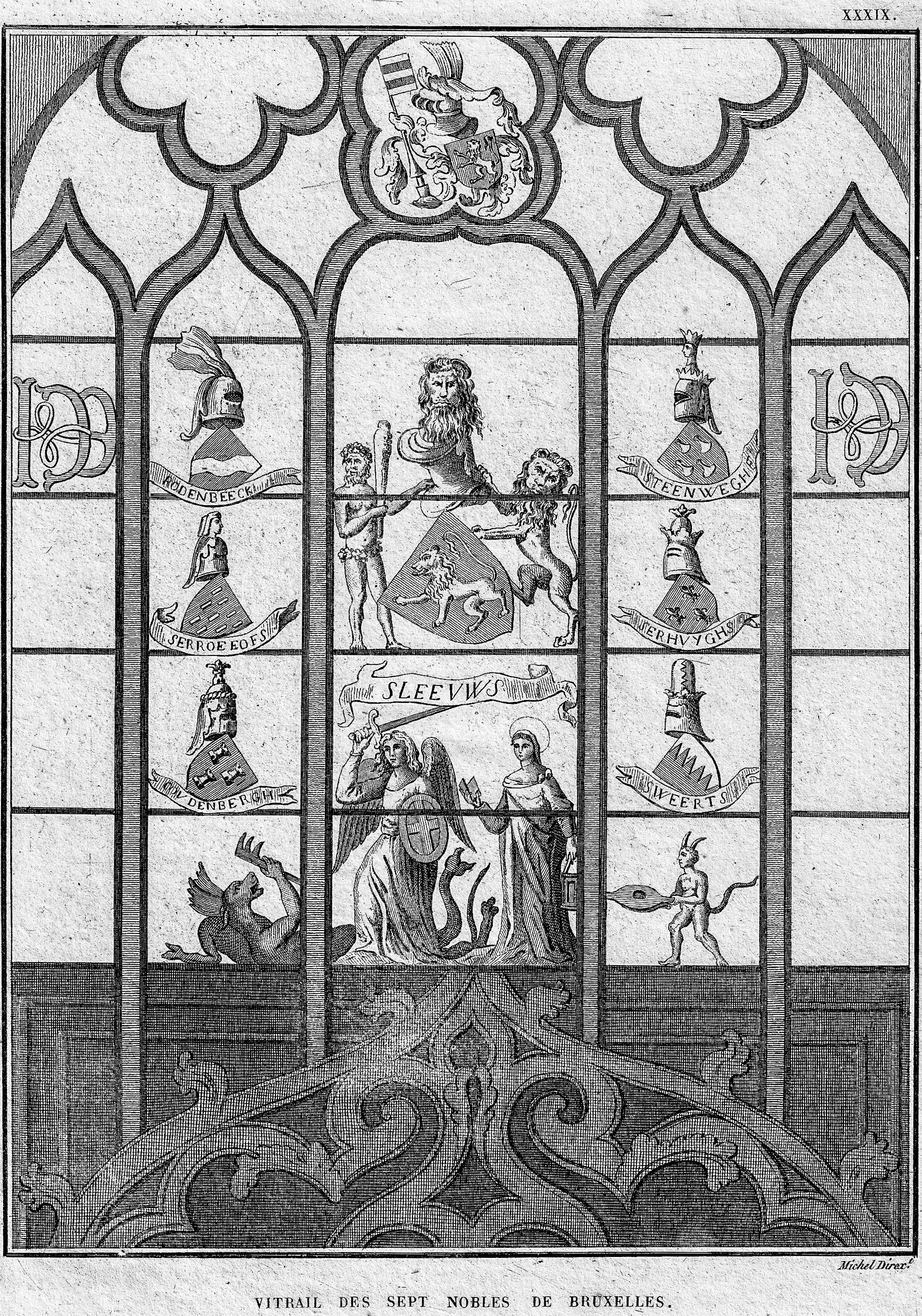
"Vitrail des sept nobles de Bruxelles", autrefois dans le chœur de la Collégiale des Saints Michel et Gudule. Gravure sous la direction du graveur Michel

C'est en 1387 que les chefs des sept Lignages auraient fait peindre un vitrail — dont l'existence est indéniable dans le chœur au XVIe siècle — à leurs noms et armes dans la chapelle de Sainte-Marie-Madeleine de la collégiale Saints-Michel et Gudule, ainsi qu'une inscription en vers dont voici la traduction : 
Les sept Lignages privilégiés de Bruxelles
Exaltés en lustre et splendeur
Ont ensemble consacré ce vitrail
Sur lequel Sleeuws le premier en noblesse fut représenté,
Roodenbeek le second dans cette noble troupe,
Le troisième T'Serroelofs bien connu,
Le quatrième Coudenberch, très pieux et doux,
Le cinquième T'Steenweghs avec son écusson de coquilles,
Le sixième T'Serhuygs que nul ne fait reculer
Et Sweerts en outre. Ce sont ceux-ci pareils.
Qui ont en l'honneur de Dieu donné ce vitrail
En l'an mil trois cent quatre-vingt-sept,
Attendant ici la vie éternelle.
A SS.-Michel et Gudule ils l'ont fait placer
En l'honneur de Dieu et en dépit du diable des enfers.
Erycius Puteanus fut le premier à publier des informations sur le vitrail des Lignages dans son ouvrage Bruxella Septenaria paru en 1646. La Rosace des Sept Lignages (figurant sur la présente page, sous la section "Historique") qu'il y fit imprimer, et représentant l'archange saint Michel peseur d'âmes, entouré d'un grand cercle montrant les armes lignagères, fut — à tort manifestement — prise par des auteurs postérieurs pour ce vitrail.

### Survivance des Lignages de Bruxelles: l'Association royale des descendants des lignages de Bruxelles
Des descendants contemporains des Lignages de Bruxelles, dont l'ascendance lignagère a été rigoureusement authentifiée par d'érudits spécialistes indépendants, sont réunis au sein de l'Association royale des descendants des lignages de Bruxelles ou ARDLB, à laquelle le roi Baudouin avait accordé sont haut patronage, étant Lui-même issu de chacun des sept Lignages,.
Les Lignages s'occupent actuellement principalement de la défense du patrimoine culturel et historique de Bruxelles.

### Quelques institutions semblables
Même si l'institution des Lignages de Bruxelles, dont la base juridique était définie dans la loi municipale, avait un caractère de survivance unique, on peut la comparer à d'autres structures urbaines ou sociales similaires tels que les phratries antiques, les curies de Rome, les clans écossais et polonais, ou dans une moindre mesure japonais, qui constituent également un type d'organisation familiale de la société regroupant par voie féminine diverses familles ou gentes, sans bien sûr prétendre qu'il y aurait entre elles d'autres rapports qu'une ressemblance sous certains aspects.
En Irlande, il y avait les Tribus de Galway (Treibheanna na Gaillimhe).
Dans les villes allemandes, il y avait également des sociétés de patriciens, ainsi à Cologne il y avait les "XV lignages de Cologne", comme les Lignages d'Alten Limpurg de Francfort qui existent toujours actuellement.
En France, on peut citer les Lignages de Toul, les Paraiges de Metz et les Estendes de Verdun.
En Espagne, un même système de Lignages (Caballeros villanos) existait également dans la ville de Soria.
Remarquons que Thomas More donne un type de gouvernement semblable aux Lignages de Bruxelles à la ville d'Amaurote, capitale d'Utopie: "Trente familles élisent chaque année un magistrat que l'on appelait syphogrante dans l'ancienne langue du pays et phylarque à présent".

Les armes de la ville de Bruxelles sont de gueules plain. La plupart des Lignages et des familles lignagères anciennes portent ce blason brisé de divers meubles.

## Liste et armorial des personnes admises aux Lignages de Bruxelles

### Filiations lignagères d'Ancien Régime
Sous le lien donné ci-après sont mentionnés des Lignagers de Bruxelles sous l'Ancien Régime, ou en d'autres termes des personnes qui exercèrent des fonctions réservées aux Lignagers ou qui firent reconnaître officiellement leur qualité lignagère.
Ces noms sont principalement relevés par Désiré van der Meulen dans son livre paru en 1869 Liste des personnes et des familles admises aux Lignages de Bruxelles. Cette liste de Lignagers a été complétée par les ouvrages cités en exergue dans la page les mentionnant. Il s'agit cependant toujours d'une liste incomplète, surtout pour la période d'avant le XVIe siècle.

### Filiations lignagères contemporaines
Pour l'époque contemporaine, l'on se référera aux Filiations lignagères contemporaines collationnées et éditées par l'Association Royale des Descendants des Lignages de Bruxelles.

### Seigneuries appartenant à des membres des Lignages de Bruxelles
Pour être membre de l'oligarchie des Lignages de Bruxelles il fallait impérativement, mais à partir du XVIIe siècle seulement (voir supra conditions d'admission), n’exercer aucune profession et vivre uniquement de ses rentes. Aussi, de nombreux membres des Lignages étaient-ils seigneurs et vivaient-ils des revenus féodaux.
En se basant sur la recension de Désiré van der Meulen, la liste de diverses seigneuries possédées par les membres des Lignages a été établie. Ces seigneuries sont répandues un peu partout dans le Brabant tant flamand que wallon et témoignent de la puissance économique de la ville de Bruxelles et des Lignagers bruxellois qui étaient ainsi possesseurs d’une partie importante du sol brabançon.
À côté du nom des seigneuries nous avons indiqué le nom de la famille lignagère.
- Aa (de Tribolet, Villegas)
- Alsingen (van Horenbeke)
- Altena (des Pomereaux)
- Annecroix (Huysman)
- Anvers (marquisat d') (van Beughem)
- Assonville (van Caverson)
- Attenrode (de Man)
- Baerdeghem (de Martigny)
- Beersel (de Man)
- Belle (Huysman)
- Berchem (Locquenghien)
- Berg (Steelant)
- Berghes (Longin)
- Berghes-Saint-Winnocq (de Longin, Schotte)
- Berleghem (de Rodouan)
- Bernonsart (Madoets)
- Blanckenaer (van Heusden dit d'Elshout)
- Bodeghem (de Walsche, Fierlant)
- Bois-Jean (du Bois de Fienne)
- Bois-St.-Jean (Huys)
- Bommelette (de Saint-Victor)
- Boondael (de Varick)
- Borchgravenbroeck (Charliers)
- Bornival (van der Dussen)
- Bouchout (van Laethem, van Transil, Villegas)
- Boucquet (Francquen)
- Bruxelles (Vicomté) (de Varick)
- Bueken (van Christynen)
- Buisseret (Charliers)
- Bulloy (Orts)
- Buysinghen (Micault)
- Buzet (van Reynegom)
- Calenelle (Marotte)
- Carloo (van der Noot)
- Celles (de Visscher, de Winter)
- Chapelle-saint-Ulric (de l'Espinoy)
- Chasteleer (du Chasteler)
- Château (de Bregilles)
- Chesnoy (van Nuffel)
- Clabecq (de Coutereau)
- Clercamp (Villegas)
- Coelen (van der Dussen)
- Coensbergh (van Reynegom)
- Coquerie (La) (de Bretel)
- Corbais (Hinckaert)
- Corbeke (Donghelberghe, van den Heetvelde)
- Court-au-Bois (la) (d'Olmen)
- Court-Saint-Étienne (van Laethem)
- Crainhem (Baronaige, van den Heetvelde)
- Cruyckenbourg (de Fourneau, t'Serclaes)
- Delval (de Beeckman)
- Dieghem (van Brecht)
- Droissel[réf. nécessaire] (de Launay)
- Droogenbosch (Hertewyck)
- Duras (van der Noot)
- Duynen (van Nuffel)
- Eeckhoven (van den Heetvelde)
- Elewyck (Baronaige)
- Erps (de Boisschot)
- Esscheloo (Reynegom)
- Estainbourg (Villegas)
- Eversbeke (de Fourneau)
- Eversberghe (de Busleyden)
- Eynthout (van Spoelberg)
- Eysinghen (de Varick)
- Fauconval (de Bernard)
- Fléchières (Brambilla)
- Ganshoren (van der Eycken, Villegas)
- Gentinnes (d'Udekem)
- Gentisart (van Reynegom)
- Ghelin (Bruno Caraccioli)
- Ghete (de Coutereau)
- Gierts (de Busleyden)
- Glabbeke (de Cottereau, de Flodorp)
- Gomont (Arazola de Onate)
- Goycke (Baronaige, Taye)
- Grand-Bigard (Estor, van den Tymple, de Boisschot)
- Grosbergh (Bavière-Grosbergh)
- Habbeke (de Fourneau)
- Haeren (van den Wouwere, Madoets)
- Haghedooren (van Gaethoven)
- Haine (van Senst)
- Ham (Villegas)
- Hamme (van Hamme)
- Harcourts (Schotte)
- Havenguarde (de Martigny)
- Haye (la) (de Gottignies)
- Heembeke (van Oss)
- Heetvelde (van Reynegom, Quarré)
- Herent (t'Serclaes, van der Ee)
- Herenthout (van Reynegom)
- Herlaer (Donghelberghe, van Reynegom)
- Herseau (Baronaige)
- Heukelom (van Eynatten)
- Heynsbroeck (van Nuffel)
- Hobruge (de Man)
- Hoelede (Locquenghien)
- Honzem (Huysman)
- Hooberghe (Quarré)
- Hove (des Pomeraux)
- Hovorst (Villegas)
- Huldenberghe (de Baudequin)
- Huysinghen (Micault, de Varick)
- Immerseele (van de Werve)
- Impel (van Reynegom)
- Jauche (de Coutereau)
- Jette (van der Eycken)
- Jodoigne (de Villers)
- Kestergat (van der Dussen)
- Kieseghem (van der Noot)
- Koekelberghe (van Zinnick)
- Lacre (de la Biestate)
- Laeken (Blitterswyck)
- Laethove (van Impde)
- Lennick (les deux) (de Man)
- Liberchies (de Varick)
- Libersart (de Varick)
- Limelette (van Ursel)
- Loddyck (de Man)
- Lodelinsart (van den Eede)
- Lombeke (de Fourneau)
- Lomprez (de la Douwe)
- Londerzeel (Boot)
- Loonbeke (van der Vorst)
- Loupoigne (de Mol)
- Loyens (van Grave)
- Luttre (Villegas)
- Machelen-Sainte-Gertrude (de Gottignies)
- Malèvre (Stradio)
- Melis (Alvaredo y Bracamonte)
- Melroy (van Velde)
- Melsbroeck (Locquenghien)
- Merchtem (Pipenpoy)
- Meysse (de Gottignies)
- Molhem (de Fraye)
- Moorsrolle (van Impde)
- Moortsel (Loyens)
- Mothe (la) (Huysman)
- Mothe au Bois (la) (van Senst)
- Mouillerie-Nuyenhove (de Lalaing)
- Mousty (de Spanghe)
- Nederbrulle (van Paffenrode)
- Neder-Hespen (van Assche)
- Neder-Ockerzeel (t'Serclaes)
- Nederwinde (de la Biestrate)
- Neeryssche (de Gottignies)
- Neufcour (Huysman)
- Nevele (della Faille)
- Nieuwenhove (Berlo, de Steenhout)
- Nosseghem (de Keysere, van Nevele)
- Odomont (Charliers)
- Oetinghen (de Mol)
- Ohain (de Lalaing)
- Olmen (Happart)
- Oostkerke (de Corte)
- Opdorp (de Marselaer, Aerts)
- Ophalfen (t'Serclaes)
- Ophem (van T'Sestich, van der Beken)
- Over-Hespen (van Assche)
- Pepinghen (Raveschot)
- Perck (Baronaige, Marselaer, Steelant)
- Peterbroeck (Geeraerts)
- Peuthy (de Baudequin)
- Poederlé (de Steenhuys)
- Putte (van der Stegen)
- Queue (La) (Josse t'Kint)(°9-10-1682/+5-3-1761)échevin de Bruxelles, du lign. Serhuygs en 1726.
- Quieuvrain (Marotte)
- Releghem (Villegas)
- Rèves (Donghelberghe)
- Rithoven (de Broechoven)
- Rivière (van der Eycken, Villegas)
- Rivieren (de Mailly)
- Rollant (de Mol)
- Rommerswael (van der Gracht)
- Ruart (Verreycken)
- Saint-Georges (van der Eycken)
- Saint-Lambert (de Varick)
- Saint-Pierre-Jette (Villegas)
- Saint-Remy (d'Olmen)
- Sanghen (de la Douwe)
- Sart (le) (de Herzelles)
- Schavenberghe (van Dongelberghe)
- Schiplaeken (de Visscher)
- Schoonhove (van Eynatten, van der Noot)
- Serville (Villegas)
- Sombeke (Boot)
- Stabroeck (van Glymes)
- Stakenbourg (van Reynegom)
- Stalle (de la Douwe, de Mailly, van Hamme)
- Steen (Duquesnoy)
- Steenkerke (de Gottignies)
- Steenwerve (de Boccabella)
- Stockel (van Male)
- ten Bossche (Powis)
- Terbrugghe (Hinckaert, Burbure)
- Termeeren (des Cordes, de Man)
- Ternath (de Fourneau)
- Thérouane (de l'Espinoy)
- Thielen (van Baexem)
- Thildonck (van den Heetvelde, l'Archier)
- Thy (Huys, de Ghistelles)
- Tiberchamps (Ryckewaert)
- Tourneppe (Micault)
- Traulez (de Visscher)
- Ulleberghe (Streignaert dit Charles)
- Ursele (van Doetinghem)
- Velthem (Boote)
- Viersel (Villegas)
- Vieuxsart (de Beeckman)
- Villers-Peroin (de Villers)
- Vorselaer (Proost)
- Vrechem (van der Noot)
- Waelsberghe (Baert)
- Waerbeke (de Steenhout)
- Waesmont (van Uffele)
- Walcourt (de Man)
- Wambeke (de Fourneau)
- Wannick (van der Noot)
- Wegerwalle (du Bois)
- Wemmel (Taye)
- Wesenbeke (Boote, Burbure)
- Westmalle (Powis)
- Wilmeson (van Gaethoven)
- Winxele (van Couwenhove)
- Witterzee (van Caverson)
- Woluwe-Saint-Lambert et Saint-Pierre (d'Armstorff)
- Wolverthem (Baert)
- Worques (de Fourneau)
- Woude (de Bernaige)
- Woudenbroeck (de Gottignies)
- Zierlant (de Corte)
- Zillebeke (Donghelberghe)

## Archives et documents
- Charles Pergameni, Les archives historiques de la ville de Bruxelles, 1943, notamment p. 13 à 54, Lignages et papiers de famille, avec les registres des sept Lignages, les preuven der Geslachten (Preuves des Lignages), de nombreux documents sur les familles lignagères, etc. Le catalogue a été en grande partie informatisé et est consultable sous le lien suivant .

- Henri de Pinchart, Inventaire des dossiers de procès héraldiques conservés aux AGR à Bruxelles, dans Le Parchemin, année 1999, p. 138-153, p. 306 à 313, p. 379 à 384, année 2000, p. 51 à 56, p. 309 à 313, p. 468 à 474, 2001, p. 158 et 159, année 2002, p. 314 à 317, p. 459 à 475, année 2003, p. 227 à 233, p. 312 à 316, avec notamment :

- en 1690, le magistrat de Bruxelles et le Lignage de Steenweghe, sur le sieur Jean-Baptiste Alexandre de Beckbergen,
- en 1750, l'échevinage de Bruxelles et le Lignage de Coudenberg, sur François van den Dijcke, licencié ès lois. Admission au Lignage,
- en 1771, le Lignage Serhuyghs sur Henri Cordemans, fils de Pierre et d'Elisabeth Timmermans. Admission au Lignage.
- en 1773, les échevins de Bruxelles, sur Petrus Keymolen, habitant de Bruxelles et son fils mineur Jean. Admission dans les Lignages, ascendance Spijskens.
- en 1711, le Lignage de Rodenbeek sur Jean-Baptiste Van Laethem,
- en 1697, le Lignage Serhuyghs sur François-Augustin de Lens,
- en 1716 à 1721, le magistrat de Bruxelles sur Henri-Joseph Lindeken. Important dossier d'admission au Serroelofs et au Coudenberg.
- en 1750, le Lignage de Steenweegh sur François Mosselman, fils de Pierre et de Barbe t'Kint,
- en 1668 et 1677, le Lignage de Rodenbeek sur Henri et Pierre Vander Reest, frères.
- en 1659, le président du Lignage Coudenberg Ambroise van Meghem, sur Théodore et Guillaume Van Reynegom, descendants de la famille de Hertoge
- etc.
- Baudouin D'Hoore, Inventaire des archives d'Henry-Charles van Parys, dans Le Parchemin, no 378 bis, novembre-décembre 2008, p. 473 à 487, et consultable sous le lien . Henry-Charles van Parys (1911 - 1990) fut référendaire à la commission des preuves de l'Association des Descendants des Lignages de Bruxelles. Il a accumulé en un demi-siècle une importante documentation relative aux Lignages, et a hérité également de la documentation de Georges Dansaert et du généalogiste et éditeur François de Cacamp. Tous ces documents ont été déposés à l'Office généalogique et héraldique de Belgique.

- Alexandre Pinchart, Catalogue de la bibliothèque de M. F.-V. Goethals, Manuscrits, 1878, Bruxelles, 468 pages. L'importante bibliothèque généalogique de Félix-Victor Goethals, contenant de très nombreux manuscrits inédits, est consultable à la Bibliothèque royale de Belgique (KBR), au Cabinet des Manuscrit. Très nombreux sont les ouvrages manuscrits de cette bibliothèque traitant des familles lignagères de Bruxelles[81].

### Périodiques
- Les Lignages de Bruxelles, bulletin édité depuis 1962 par l' Association Royale des Descendants des Lignages de Bruxelles (ARDLB). Ce Bulletin, paraissant aujourd'hui annuellement, comprend des articles généraux sur les Lignages bruxellois, des biographies de Lignagers, des sources archivistiques, etc.
- Cahiers bruxellois, revue d'Histoire urbaine, revue trimestrielle à l'origine, annuelle aujourd'hui, publiée depuis 1956 à l'initiative de l'archiviste Mina Martens, aujourd'hui par les Archives de la ville de Bruxelles, et qui comprend de nombreux articles relatifs aux Lignages de Bruxelles. Cette revue, de 1956 à 2005, est consultable librement sur internet sous le lien .

### Analyse des registres des sept Lignages
Ci-après figurent les références des ouvrages analysant les registres des sept Lignages de Bruxelles, classés par date de parution, de 1957 pour le premier ouvrage, à 2023 pour l'ouvrage concluant le cycle de parution qui s'est étalé sur 67 ans.
- Anne Libois, Les Registres du Lignage Serhuyghs. Admissions et Résolutions, Extraits des Cahiers bruxellois, années 1956-1957 et 1958, tome I et II, et tiré-à-part, 139 pages, Bruxelles, Imprimerie Vve D’Hondt & De Grave.
- Dr Emile Spelkens, Le Lignage Sleeus, Tome V des Tablettes du Brabant, 1963 et réédition dans le Recueil VIII des Tablettes du Brabant, Grandmetz, 1983.
- Nicole Decostre, Les registres du Lignage Sweerts. Admissions et résolutions. Introduction et notes de Henry-Charles van Parys. Armoiries blasonnées par José Anne de Molina. Editions du Genealogicum Belgicum, publication n° 5. Bruxelles, 1964, 239 pages.
- Monique Marchal-Verdoodt, Les registres du Lignage Steenweeghs, admissions et résolutions. Introduction et notes de Henry-Charles van Parys. Editions du Genealogicum Belgicum, publication n° 10, Bruxelles, 1972, 183 pages.
- Monique Marchal-Verdoodt, Les Registres du Lignage Coudenberg, Recueil V des Tablettes du Brabant, 1975, 346 pages.
- Monique Marchal-Verdoodt, Les registres du Lignage Serroelofs, ouvrage publié par l’Association Royale des Descendants des Lignages de Bruxelles, 2002, numéro hors-série du Bulletin des Lignages de Bruxelles.
- Jan Caluwaerts (éd.), Les registres du Lignage Roodenbeke. Admissions et résolutions, ouvrage publié par l’Association Royale des Descendants des Lignages de Bruxelles, 2023, n° 184 du Bulletin des Lignages de Bruxelles, 234 pages.

### Ouvrages généraux et spécialisés
- 1646 : Erycius Puteanus, Bruxella septenaria, Bruxelles, 1646.
- 1650 : Curiositeyten raekende de geslachten van Brussel, Bruxelles, vers 1650.
- 1798-1790 : Aubin Louis Millin de Grandmaison, Antiquités nationales ou Recueil de monumens pour servir à l'histoire générale etc., Paris : chez Drouin, an VII (1798-1799), « Familles patriciennes de Bruxelles au nombre de sept, leurs privilèges », pages 51 à 63 Lire en ligne.
- 1855 : Nicolas Joseph Stevens, Recueil généalogique de la famille de Cock, Bruxelles, 1855.
- 1859 : Joseph van der Maelen, « Les sept lignages de Bruxelles », dans : Collection de précis historiques, (publié par Éd. Terwecoren, de la Compagnie de Jésus), Bruxelles, 15 juillet 1859, 182e livraison, VIIIe année, p. 329 à 333 , et 1er août 1859, 183e livraison, p. 348 à 355 .
- 1862 : Alphonse Wauters, Le duc Jean Ier et le Brabant sous le règne de ce prince (1267-1294), mémoire couronné de l'Académie Royale de Belgique, Bruxelles, 1862, p. 283(concerne les différents lignages à Metz, Toul, Verdun etc.)
- 1869 : Désiré van der Meulen, Liste des personnes et des familles admises aux Lignages de Bruxelles, depuis le XIVe siècle jusqu’en 1792, Anvers, Sermon, 1869, in-f°.
- 1897-1898 : Émile Clerbaut, « Les lignages », dans : « La bourgeoisie et les bourgeois dans l'ancien Bruxelles, au point de vue historique et juridique », dans : Annales de la société royale d'archéologie de Bruxelles, 1897, no 11, p. 402-405 et, année 1898, no 12, p. 192-214, et p. 281-309
- 1923 : Ch. Dens, Le dossier d'un candidat au Lignage de Caudenberg en 1752, dans "Annales de la société d'archéologie de Bruxelles", XXXI, 1923, p. 23–27.
- 1949 : Vicomte Terlinden, Coup d'œil sur l'histoire des lignages de Bruxelles, dans, "Présence du passé", tome II, 1949.
- 1956 à 1971 : la série d'ouvrages historiques et généalogiques publiée par le Genealogicum Belgicum de François de Cacamp dans la collection Brabantica, laquelle collection avait été divisée en deux parties, la première pour les généalogies et articles sans rapport entre eux, la seconde plus précisément sur les généalogies des Sept Lignages de Bruxelles.
- 1958 : Henry-Charles van Parys, Schéma d'une étude juridique sur les lignages de Bruxelles, dans "Recueil du IVe Congrès International des Sciences Généalogiques et Héraldiques", 1958, p. 429–437.
- 1958-1959 : Henri-Charles van Parys, L’admission aux lignages de Bruxelles, dans les Cahiers bruxellois, 1958, p. 107 à 137 et 253 à 281, 1959, p. 9 à 30.
- 1959-1960 : Philippe Godding, Seigneurs fonciers bruxellois (ca. 1250-1450), dans Cahiers bruxellois, 1959, p. 194 à 223 et 1960, p. 1 à 17 et 85 à 113 sous le lien suivant .
- 1960 : Philippe Godding, Le droit foncier à Bruxelles au Moyen Âge, Institut de Sociologie Solvay, Université Libre de Bruxelles, 1960, 455 pages, et spécialement les pages 38 et suivantes, et les pages 46 et suivantes.
- 1971 : Généalogies des familles inscrites aux Lignages de Bruxelles en 1376, d’après les travaux de J. B. Houwaert et d’après les sources originales, Bruxelles, 1971, trois volumes publiés sous la direction de François de Cacamp et de Henry-Charles van Parys. Ces trois volumes sont en fait la deuxième partie des volumes II à X de la collection Brabantica, à laquelle fut ajoutée les premières pages consacrées au Lignage Coudenberg parues dans le volume I de cette collection.
- 1981 : Paul de Saint-Hilaire, Histoire secrète de Bruxelles, Albin Michel, 4 novembre 1981,  (ISBN 978-2226013057), p. 60 à 65.
- 1981-1982 : Joseph de Roovere, Le manuscrit de Roovere conservé au Fonds Général du Cabinet des Manuscrits de la Bibliothèque Royale de Belgique. Filiations reconnues sous l'Ancien Régime pour l'admission aux Lignages de Bruxelles, éd. par M. Paternostre de La Mairieu, avec une introduction d'Henri-Charles van Parys, Grandmetz, 2 vol., 1981-1982 (Tablettes du Brabant, Recueils X et XI).
- 1985 : Arlette Smolar-Meynart, "Ducs de Brabant et Lignages bruxellois. De la stabilité d'une alliance d'affinité soutenue par l'intérêt", dans :  Les Lignages de Bruxelles, Bruxelles, 1995, no 139-140, p. 183-199.
- 1999 : Baudouin Walckiers, Filiations lignagères contemporaines, Bruxelles, 1999, édité par l'Association Royale des Descendants des Lignages de Bruxelles.
- 2001-2002 : Bram Vannieuwenhuyze, “Allen dengenen die in der stad dienste sijn”. Een overzicht van de stedelijke openbare ambten en diensten in het laatmiddeleeuwse Brussel, 1229-1477, Licentiaatsverhandeling, Universiteit Gent, 2001-2002.
- 2009 : Christopher Gérard, Aux Armes de Bruxelles, Lausanne, éditions L’Âge d’Homme, 2009, p. 49–50 et 94.
- 2011 : Gabriël Van Canneyt et Yves De Heyn, "De zeven geslachten van Brussel", dans : Familiekunde Vlaanderen regio Westkust - Driemaandelijkse Nieuwsbrief, okt.-nov.-december 2011, p. 47–49.
- 2012 : Paulo Charruadas, Aux origines de l'aristocratie bruxelloise, Répertoire prosopographique (XIe – XIIIe siècle), Studia Bruxellæ 7, Archives de la ville de Bruxelles, 2012, 187 pages.
- 2015 : Filiations lignagères bruxelloises contemporaines, Bruxelles, 2015, édité par l'Association Royale des Descendants des Lignages de Bruxelles Lire en ligne
- 2022 : Bram Vannieuwenhuyze, Samen op de bres ? Het modus vivendi tussen geslachten en ambachtsgilden over het beheer van de stadsversterking in laatmiddeleeuws Brussel, dans Bulletin des Lignages de Bruxelles, no 183, 2022, pages 54 à 76.

### Pour l'héraldique lignagère
- 1855 : Nicolas Joseph Stevens, Recueil généalogique de la famille de Cock, Bruxelles, 1855, cité dans les "ouvrages généraux" mais contenant aussi plusieurs planches de blasons en couleurs de familles lignagères, sous le lien suivant :
- 1890 : Johann Theodor de Raadt, Armorial brabançon. Recueil d'armoiries inédites, dans les Annales de la Société d'archéologie de Bruxelles, t. quatrième, 1890, pp. 205 à 224, 438 à 454, 482 à 501.
- 1898 : Johann Theodor de Raadt, Sceaux armoriés des Pays-Bas Méridionaux et des pays avoisinants, Bruxelles, 1898, 4 vol.
- 1921 : Vicomte de Varennes, Armorial des Bourgmestres de Bruxelles, Bruxelles, 1921.
- 1945 : Georges Dansaert, L'armorial des roys-d'armes A. F. Jaerens et Ch. J. Beydaels, Liège, Dessain et Bruxelles, Librairie De Nobele, 1945.
- 1964, José Anne de Molina, Armorial du lignage Sweerts, dans Les registres du lignage Sweerts, Genealogicum Belgicum, no 5, Bruxelles, p. 207–234.
- 1964 : Dr Emile Spelkens, Armorial du lignage Serhuyghs, dans Les lignages de Bruxelles, Bruxelles, no 13-14, année 1964.
- 1975 : Henry-Charles van Parys, Un album héraldique du lignage Coudenberg, dans Les registres du lignage Coudenberg, Recueil V des Tablettes du Brabant, Grandmetz, p. 303–333
- 1979 : Fortuné Koller, Armorial ancien et moderne de Belgique, Dison, Imprimerie G. Lelotte, 1979.
- 1983 : Dr Emile Spelkens, Les armes du lignage Sleeus, dans Le lignage Sleeus, Recueil VIII des Tablettes du Brabant, Grandmetz, p. 113–127.
- 2007-2008 : Comte (Wenceslas) de T'Serclaes, Florilège de jetons armoriés bruxellois, dans Les Lignages de Bruxelles, Bruxelles, no 159, année 2007, p. 193–218; no 160, année 2007, p. 225–249; no 161, année 2008, p. 257–270.
- 2009 : Baudouin Walckiers, Les Marselaer à travers cinq siècles, Bruxelles, 2009, ouvrage contenant de nombreuses descriptions et dessins en couleurs d'armoiries.
- 2009 : Damien Breuls de Tiecken, Armorial bruxellois, Bruxelles, 2009.
- 2010 : René Laurent et Claude Roelandt, Les échevins de Bruxelles (1154 - 1500). Leurs sceaux (1239 - 1500). Archives générales du Royaume, Studia, trois tomes, Bruxelles.
- 2011 : Fasti Senatorii & Consulares Bruxellenses, liste des bourgmestres et des échevins de la ville de Bruxelles de 1250 à 1794 avec leur blason en couleurs, ouvrage édité par l'Association royale des Descendants des Lignages de Bruxelles à l'occasion de son jubilé (1961 - 2011), Bruxelles.

## Voir aussi

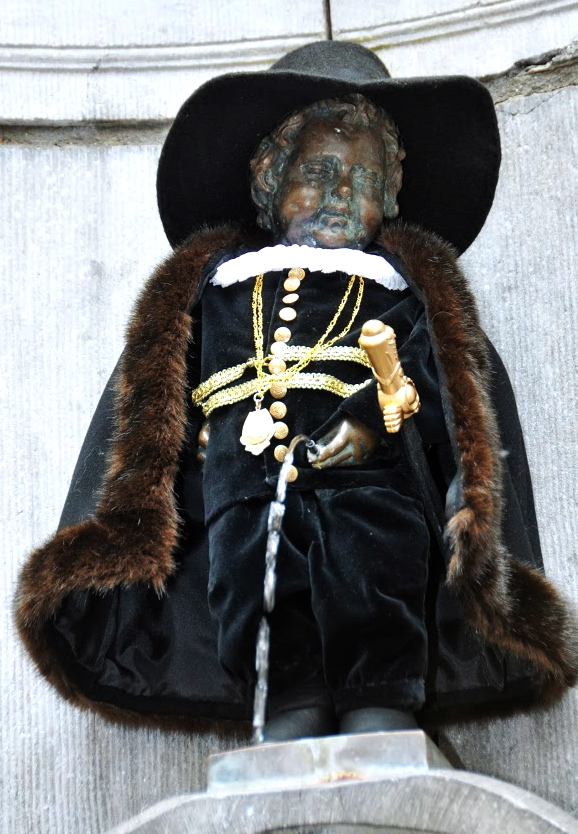
Manneken Pis en costume des Lignages de Bruxelles. L'Association Royale des Descendants des Lignages de Bruxelles a pensé à honorer le plus vieux bourgeois de Bruxelles, qui est bien digne d’en faire partie, et de lui offrir un habit de bourgmestre des Lignages de Bruxelles.